# 相鉄本線
相鉄本線（そうてつほんせん）は、神奈川県横浜市西区にある横浜駅と同県海老名市にある海老名駅を結ぶ、相模鉄道（相鉄）の鉄道路線である。駅ナンバリングで使われる路線記号はSO。路線名に社名を含む。
横浜市中心部に近い交通ターミナルである横浜駅と横浜市内陸部・神奈川県県央地域（大和市・綾瀬市・座間市・海老名市）を結ぶ通勤通学・生活路線である。西谷駅から分岐する形で建設された相鉄新横浜線を介し他社線へ直通することで、東京方面へ乗り入れる計画が進められ、2019年11月30日からは相鉄・JR直通線として東日本旅客鉄道（JR東日本）埼京線・川越線と、2023年3月18日には相鉄・東急直通線として相鉄新横浜線・東急新横浜線を経由して東急東横線などとの直通運転が開始された（詳細は後述）。

## 概要
もともとは沿線の農産物や相模川の砂利などを運ぶ貨物輸送のために建設された路線（砂利鉄道）で、厚木駅から二俣川駅までが最初に開業したが、現在の起点は横浜駅であり海老名方面に向かう列車を「下り」としている。
横浜 - 二俣川間には二俣川駅で分岐する相鉄いずみ野線の列車が乗り入れる。路線の最高速度は100 km/hだが、この区間は1駅ごとの距離が短いうえ標高差が激しく連続急勾配や曲線が多いため直線区間が少なく、75 km/h程度の箇所が多い。二俣川 - 海老名間では逆に1駅ごとの距離が長くなり、比較的直線区間も多いので列車は90 km/h以上で走行する箇所が多い。
相鉄新横浜線が開業するまで、他社の路線への乗り入れはなかったが、かつては、当線の開業当初は相模線の寒川駅まで乗り入れていた。また、1964年まで終点海老名駅より小田急小田原線に入り本厚木駅まで旅客列車が乗り入れていたほか、1998年まで米軍厚木基地向けの貨物列車が相模線から乗り入れていた（以降も相鉄向けの甲種車両輸送列車は相模線経由で運転されている）。また、二俣川駅から横浜駅まで地下新線を建設し複々線化する構想もあったが、乗客数の増加が止まって構想が流れていることもあり、相鉄新横浜線・東急新横浜線から構成される神奈川東部方面線の計画に移行している。
都心直通新線の開業を契機に、相鉄デザインブランドアッププロジェクトを通して車両のカラーリング変更や駅の美装化などが行われている。
長らく路線名は「本線」のみであったが、親会社相鉄ホールディングスの2023年3月期『有価証券報告書』、令和5年（2023年）度版の『鉄道要覧』から「相鉄本線」として「相鉄」を含む路線名に改められた。ただし同時に改称された相鉄いずみ野線とともに、以下では路線名の「相鉄」は省略して表記する。

## 路線データ
- 路線距離：24.6 km
- 軌間：1,067 mm
- 駅数：18駅
- 信号所数：1信号所（かしわ台 - 海老名間）
- 複線区間：全線
- 電化区間：全線（直流1,500 V）
- 最高速度：100 km/h
- 保安装置：ATS-P
- デジタル列車無線チャンネル：横浜駅 - 大和駅 3ch、大和駅 - 海老名駅 5ch

## 歴史
本路線は、1926年に神中鉄道により省線程ヶ谷駅（現・保土ケ谷駅） - 海老名村河原口間の軌道敷設特許の請願が行われたのがはじまりである。762 mmゲージの軌道として申請したが、その後1,067 mmゲージの軽便鉄道に変更している。開業は1926年の二俣川 - 厚木間からで、その後順次横浜へ向かって延伸を重ねていった。当初は保土ケ谷駅に乗り入れる予定であったが、最終的には横浜駅起点になった。沿線はさしたる産業もない農村地帯であり、相模川で採取される砂利輸送を主眼に置いての開業であった。1929年には西横浜までの延伸開業と同時に西横浜 - 程ヶ谷間の貨物線も敷設し、国鉄との貨車連絡が図られた。ただしこの時点ではこの貨物線は構内の連絡線としての扱いであり、正式に免許を受けて開業するのは1948年（昭和23年）9月13日のことである。
開業後の収支は大幅な赤字であり、1935年上期にようやく黒字を計上した。その後1940年代になると、沿線には厚木海軍飛行場など軍施設が立地するようになり、旅客・貨物いずれの輸送量も増加傾向を示すようになった。この時期には、輸送改善のため電化が進められたが、最低限の資材で電化するため、変電所は自社のものを建設したほかに小田原線などの変電所からも受電することになった。そのため二俣川駅を境に架線電圧が異なる（二俣川以西1500V、以東600V）状態となり、全線が1500Vに統一されたのは1946年であった。終戦直後の混乱期には、資材・人員不足の中で輸送を維持するため、経営体力のある東京急行電鉄（現・東急電鉄）に経営を委託し、1945年から1947年まで「東急厚木線」としての運行が続いた。
戦後は沿線の宅地化が急速に進行し、輸送力増強を順次進めていった。1952年に西横浜 - 上星川間を複線化したのを皮切りに、1974年までかけて全線の複線化を進めていった。また、起点である横浜駅周辺はかつて町外れの場末であったが、相鉄自身の手により商業開発が進められた。1956年に横浜駅名店街を開業させたのを手始めにして、一大商業拠点へと変貌させていった。一方、沿線の宅地化はとどまるところを知らず、例えば1960年から1965年までの5年間で輸送密度が2倍になるほどであった。前述した複線化と並行して長編成化も進められ、1957年の4連運転開始、1965年の6連化と順次編成を伸ばし、1981年には10連運転を開始している。
貨物輸送については、旅客輸送の伸長とは対照的に1960年代以後は衰退傾向となった。開業時から続いた砂利輸送については、相模川の砂利採取禁止により1964年までで終了した。代わって同年から保土ヶ谷 - 厚木間のセメント輸送が開始されたが、1979年以降は保土ヶ谷駅における国鉄との連絡貨物扱いが廃止されて、国鉄相模線で厚木まで運ばれてきた貨車を厚木駅構内で輸送するのみになった。また線内各駅の貨物取扱駅も縮小されていった。一方、厚木基地への燃料輸送は遅くまで取り扱いが続けられた。しかし1998年にはこれも輸送が終了し、貨物列車の運転はなくなった。

### 年表
- 1915年（大正4年）6月25日 - 省線程ヶ谷駅 - 海老名村河原口間の軌道敷設特許請願。軌間762 mmの軌道として申請したが、1918年（大正7年）に軌間1,067 mmの軽便鉄道に変更[7]。
- 1926年（大正15年）
  - 5月12日 - 神中鉄道により二俣川駅 - 厚木駅間が開業。
  - 12月1日 - 星川駅（初代・現在の上星川） - 二俣川駅間が開業。
- 1927年（昭和2年）5月31日 - 北程ヶ谷駅（現在の星川） - 星川駅（初代）間が開業。
- 1929年（昭和4年）
  - 2月14日 - 西横浜駅 - 北程ヶ谷駅間が開業。同時に西横浜駅 - 程ヶ谷駅間の国鉄連絡貨物線も開業。
  - 4月1日 - 厚木駅 - 中新田口駅間が開業。
- 1930年（昭和5年）
  - 9月10日 - 天王町駅、常盤園下駅、新川島駅（現・上星川駅 - 西谷駅間）が開業。
  - 10月25日 - 鶴ヶ峰駅が開業。
- 1931年（昭和6年）10月25日 - 平沼橋駅 - 西横浜駅間が開業。
- 1933年（昭和8年）
  - 4月1日 - 北程ヶ谷駅を星川駅（2代目）に、星川駅（初代）を上星川駅に改称。
  - 4月16日 - 二俣下川駅（鶴ヶ峰駅 - 二俣川駅間）が開業。
  - 12月27日 - 横浜駅 - 平沼橋駅間が開業し、全通。
- 1934年（昭和9年）8月20日 - 古河電線駅（平沼橋駅 - 西横浜駅間の古河電工付近）が開業。
- 1941年（昭和16年）11月25日 - 相模国分駅 - 厚木駅間の旅客営業廃止。厚木駅 - 中新田口駅間が廃止。相模国分信号所 - 海老名駅間が開業。海老名駅から小田急小田原線相模厚木駅（現在の本厚木駅）まで気動車で直通運転開始。神中鉄道発足時からの悲願であった厚木町（現・厚木市）乗り入れを他社線直通運転ながら達成した。
- 1942年（昭和17年）6月1日 - 横浜駅 - 西谷駅間が直流600V電化。
- 1943年（昭和18年）
  - 4月1日 - 相模鉄道が神中鉄道を合併。東急小田原線[注釈 1]相模厚木駅までの直通運転廃止。
  - 8月1日 - 西谷駅 - 二俣川駅間が直流600V電化。
  - 12月23日 - 相模大塚駅 - 海老名駅間が直流1500V電化。
- 1944年（昭和19年）
  - 新川島駅、二俣下川駅、二ツ橋駅（瀬谷駅 - 三ツ境駅間）が休止。
  - 6月 - 星川駅（2代目） - 上星川駅間の常盤園下駅が休止。
  - 9月20日 - 二俣川駅 - 相模大塚駅間が直流1500V電化。
- 1945年（昭和20年）6月1日 - 東京急行電鉄（現在の東急電鉄）に経営委託。
- 1946年（昭和21年）
  - 2月 - 海老名駅から東急小田原線[注釈 1]本厚木駅までの直通運転再開。
  - 3月1日 - 柏ヶ谷駅が開業。
  - 4月1日 - 柏ヶ谷駅を大塚本町駅に改称。
  - 12月26日 - 横浜駅 - 二俣川駅間の架線電圧を直流600Vから直流1500Vに昇圧。
- 1947年（昭和22年）6月1日 - 東京急行電鉄への経営委託を終了し自営化。
- 1948年（昭和23年）
  - 5月26日 - 希望ヶ丘駅が開業。
  - 9月13日 - 保土ヶ谷駅 - 西横浜駅間の貨物線が営業線として開通。
- 1951年（昭和26年）11月18日 - 西横浜駅 - 上星川駅間が複線化。
- 1952年（昭和27年）
  - 5月27日 - 上星川駅 - 西谷駅間が複線化。
  - 8月15日 - 休止中の常盤園下駅を移転し、和田町駅として営業再開。
  - 9月25日 - 西谷駅 - 鶴ヶ峰駅間が複線化。
  - 12月15日 - 鶴ヶ峰駅 - 希望ヶ丘駅間が複線化。
- 1957年（昭和32年）
  - 1月 - 古河電線駅が廃止。
  - 1月18日 - 横浜駅 - 西横浜駅間が複線化[10]。
  - 2月20日 - ダイヤ改正により、上り準急列車の運転を開始[7]。
- 1958年（昭和33年）
  - 11月1日 - 希望ヶ丘駅 - 三ツ境駅間複線化。
  - 11月20日 - ダイヤ改正により、下り準急列車の運転を開始。
- 1960年（昭和35年）
  - 8月1日 - 休止中の新川島駅、二俣下川駅、二ツ橋駅が廃止。
  - 11月1日 - 三ツ境駅 - 大和駅間が複線化。お買い物電車を運転開始。
- 1964年（昭和39年）
  - 4月15日 - 準急停車駅に二俣川駅を追加。お買い物電車と停車駅が同一となる。
  - 11月5日 - 大和駅 - 相模大塚駅間が複線化。小田急小田原線本厚木駅への直通運転廃止。準急を急行に改称[7]。
- 1966年（昭和41年）4月1日 - 相模大塚駅 - 大塚本町駅間が複線化。
- 1967年（昭和42年）4月10日 - 大塚本町駅 - 電車基地間が複線化。
- 1968年（昭和43年）3月27日 - 天王町駅付近が高架化。
- 1973年（昭和48年）9月28日 - 電車基地 - 相模国分信号所間が複線化。
- 1974年（昭和49年）3月28日 - 相模国分信号所 - 海老名駅間が複線化。全線の複線化が完成。
- 1975年（昭和50年）8月17日 - 大塚本町駅を移転し、さがみ野駅に改称。かしわ台駅が開業。
- 1976年（昭和51年）4月8日 - いずみ野線（現・相鉄いずみ野線）開業に伴い、二俣川駅 - いずみ野駅間との直通運転開始。
- 1979年（昭和54年）10月6日 - 保土ヶ谷駅 - 西横浜駅間の貨物線廃止。
- 1981年（昭和55年）4月5日 - 10連運転を開始[9]。
- 1990年（平成2年）4月4日 - いずみ野線いずみ野駅 - いずみ中央駅延伸開業に伴い、直通運転区間をいずみ中央駅まで延長。
- 1992年（平成4年）8月1日 - 横浜駅以外の全駅に喫煙コーナーを設置して、それ以外の場所を終日禁煙とする[11]。
- 1993年（平成5年）8月1日 - 大和駅付近が地下化。
- 1998年（平成10年）9月30日 - 貨物列車の運転を休止。
- 1999年（平成11年）
  - 2月27日 - ダイヤ改正により、快速の運転を開始。
  - 3月10日 - いずみ野線いずみ中央駅 - 湘南台駅延伸開業に伴い、直通運転区間を湘南台駅まで延長。
- 2006年（平成18年）5月20日 - ダイヤ改正により、日中の快速が10分間隔から20分間隔に半減。平日夕ラッシュ時に快速の運転を開始。
- 2009年（平成21年）
  - 6月26日 - 関東大手私鉄でおおよそ20年ぶりとなるストライキにより、全線で運転を始発から午前7時まで見合わせる。
  - 11月1日 - ダイヤ改正により、日中のダイヤパターンが21分サイクルとなり、各駅の毎時の出発時刻が乱れる。
- 2012年（平成24年）4月29日 - ダイヤ改正により、平日朝ラッシュ時の快速を休止。全ての快速が星川駅で緩急接続を行うようになる。日中のダイヤパターンが、平日は20分サイクル、土休日は30分サイクルになり、各駅の毎時の出発時刻を統一。
- 2014年（平成26年）
  - 3月20日 - 2009年から5年ぶりとなるストライキにより、全線で運転を始発から午前7時まで見合わせる。
  - 4月27日 - ダイヤ改正により、特急の運転を開始。二俣川駅 - 海老名駅間での快速の運転開始。
- 2015年（平成27年）5月31日 - ダイヤ改正により、平日朝ラッシュ時、土休日朝夕の時間帯特急の運転を開始。本線急行、いずみ野線快速の日中の運転を復活。
- 2016年（平成28年）3月6日 - 横浜駅3番線でホームドアの使用を開始。以降、各駅に順次整備される[12]。
- 2017年（平成29年）
  - 3月5日 - 星川駅 - 天王町駅間の下り線が高架化[13][14]。
  - 3月18日 - ダイヤ改正により、平日7時台に特急の運転を開始。本線快速の日中の運転を廃止。
- 2018年（平成30年）11月24日 - 星川駅 - 天王町駅間の上り線が高架化[15][13][16]。
- 2019年（令和元年）
  - 11月30日 - 相鉄新横浜線 西谷駅 - 羽沢横浜国大駅間の開業により、相鉄・JR直通線として海老名駅 - JR埼京線新宿駅（一部は大宮駅・川越線川越駅）間で直通運転開始。上りの平日朝ラッシュ時間帯に通勤特急（いずみ野線のみ）・通勤急行を新設[17]。
  - 12月2日 - 平日朝に運行されている女性専用車を4号車から最も海老名・湘南台寄りの車両に変更、夕方以降の設定は廃止[17]。
- 2023年（令和5年）
  - 路線名を「相鉄本線」に変更[3][4][1][2]。
  - 1月30日 - 一部の車両に発車メロディを導入[18]。
  - 3月18日 - 相鉄新横浜線 羽沢横浜国大駅 - 新横浜駅間および東急新横浜線の開業により、相鉄・東急直通線として海老名駅から相鉄新横浜線・東急新横浜線を経由し東急目黒線・都営三田線・東京メトロ南北線・埼玉高速鉄道線（一部は東急東横線・東京メトロ副都心線・東武東上線）間で直通運転開始[19][20][21][22]。ダイヤ改正により、横浜 - 西谷間の列車を新設・急行の休止[23][24]。
  - 3月20日 - 平日朝に設定されている女性専用車を東横線直通列車に新設し、設定車両を1号車で始発から9時30分までとする。目黒線直通列車には実施しない[24]。
- 2024年（令和6年）3月16日 - 東急目黒線所属車両のみ、回送列車に限り相鉄厚木線への入線を開始[25]。

## 沿線風景

### 横浜 - 星川
横浜駅は自社の駅ビル相鉄ジョイナス2階に4面3線の頭端式ホームとして設置されている。発車後すぐにJR東海道本線と横須賀線、それに帷子川と並走するも川はすぐに見えなくなる、駅名の由来になった平沼橋の下をくぐり、平沼橋駅に到着する。平沼橋を出ると右手に東京ガスのガスタンクやtvkハウジングプラザを見つつ西横浜駅に到着する。ホームの脇には留置線が並び、回送列車が留置されていることも多い。西横浜を出て北西にカーブしながらJR線と分かれて高架橋に上がっていくと、保土ケ谷区に入りすぐに相対式ホーム2面2線の高架駅天王町駅へ到着する。この駅はかつての東海道程ヶ谷宿があった付近であり、周辺には昔ながらの寺社や商店街がある。天王町を過ぎると急な上り坂で高架を進む。この区間の高架化によって出来た空間は横浜国立大学の研究施設・コワーキングスペース・22部屋のワンルームアパートなどに活用されている。また、線路からは見えないが数百メートル離れて国道16号（八王子街道）が並走を始めている。車窓に横浜ビジネスパークや高層団地等のビル群を見つつ、線路の脇に留置線が現れると保土ケ谷区役所の最寄り駅の星川駅に到着。各駅停車は平日の朝夕を中心に、特急・通勤特急・急行・通勤急行の通過待ち、快速の待ち合わせで数分停車することもある。

### 星川 - 二俣川
星川を出ると帷子川の渓谷地帯に入って行き、列車は川に沿うように谷を走る。もっとも、辺りは住宅地・商業地が続き、自然豊かな渓谷という雰囲気はない。下り坂で高架区間を終えて横浜新道の下をくぐると、和田町駅に到着する。この駅は横浜国立大学の利用者が多く、朝夕の時間帯には大学生で混み合う。また、駅を囲むように商店が多く建ち並び、賑わいを見せている。和田町を出ると帷子川を渡り、すぐに上星川駅に到着する。上星川を出ると上り勾配が始まる。東海道貨物線および環状2号線の下をくぐり、カーブを曲がると、それぞれの線路の外側（地下）から相鉄新横浜線の線路が合流し、西谷駅に到着する。駅ホーム上には東海道新幹線が通過しているが新幹線に駅はない。西谷を出ると帷子川を渡り、旭区に入る。盛り土の路盤と上り勾配で高さを稼ぎながら南側の丘陵地に取り付くと鶴ヶ峰駅となる。当駅および二俣川地域は横浜市の副都心に指定されており、近年再開発が行われた。鶴ヶ峰を出ると八王子街道や帷子川と分かれ、その支流である二俣川の渓谷を走るようになる。道路は県道40号横浜厚木線（厚木街道）と並走を始める。保土ヶ谷バイパスをくぐると支線のいずみ野線が分岐する二俣川駅である。本線の列車の多くはこの駅で少々停車する。駅付近に横浜市営地下鉄グリーンラインの延伸構想があるが、進展は見られていない。

### 二俣川 - 大和
二俣川を出るといずみ野線の線路は徐々に高度を上げていく。本線下り線がその高架橋の下をくぐり、谷沿いの住宅地を走る。右手には用水路並の川幅になった二俣川が並走する。間もなく希望ヶ丘高校の最寄り駅である、希望ヶ丘駅に到着する。周辺には戦後開発された広大な住宅地が広がっている。希望ヶ丘を出ると再び上り勾配が始まる。瀬谷区に入ってすぐに掘割区間になり、瀬谷区役所最寄り駅の相鉄線で一番標高の高い駅である三ツ境駅に到着する。駅には駅ビル「三ツ境ライフ」が併設されている。三ツ境を出ると雰囲気が変わり、谷ではなく相模野台地の小高い丘の上を走るようになり、アンダーパスとなっている中原街道を越えて瀬谷駅に到着する。この駅は神奈川東部方面線構想に伴う特急運転のため、待避線を設けて2面4線化された。また、将来的には地下駅とする構想もある。路線はこの後も住宅街の中を通り、境川の上を鉄橋で渡り大和市へ入る。線路は地下へ潜り始め、大和駅に着く。もともとは地上駅だったものの、国道467号の渋滞緩和のためなどで地下化された。小田急江ノ島線の乗り換え駅であり、1分程度停車する列車が多い。両社の共同使用駅であり、かつては改札を通らずに乗り換えることができたが、2018年（平成30年）3月17日より、相鉄線と小田急線の連絡通路において乗換改札機の使用が開始され、以降乗り換え時には改札を通過する必要が生じた。

### 大和 - 海老名
大和を出てしばらくすると再び地上に出て厚木飛行場の横を通り、東名高速道路の上をまたぐと相模大塚駅である。飛行場での飛行訓練による轟音が車内からでも聞こえることがある。駅構内には留置線が並び回送列車が止まっていることもある。相模大塚を出ると海老名市に入り、さがみ野駅に到着する。駅前にはショッピングセンターの「さがみ野ライフ」がある。さがみ野を出るといったん座間市に入るが、座間市内には駅は設けられていない。再び海老名市に戻るとかしわ台駅である。駅構内は広大で相鉄線のかしわ台車両センターがあるために多くの留置車両を見ることができる。かしわ台を出ると台地を下り始め目久尻川を渡り快走する。団地群を左に見ていると、その先に路線が分かれる場所がある。これが相模国分信号所で、列車は停車せず通過していく。分かれていく路線はかつての貨物線の厚木線である。その後相模川の河岸段丘を下り始め、すぐに小田急小田原線が並走しその車両基地である海老名検車区が見えてくると終点の海老名駅である。時間帯によっては丹沢山地などへ向かう登山者を見ることも多い。

## 運行形態
かつての列車種別は急行と各駅停車（各停）のみで、急行と各停が交互に運転され、急行は二俣川駅で各停に接続し、ラッシュ時には星川駅で各停が急行を待避するという運行形態であった。1999年2月27日に快速が、2014年4月27日に特急が新設され、全線における速達性が向上している。また、2019年11月30日のダイヤ改正で通勤特急と通勤急行も新設された。各停以外の全種別とも横浜駅 - 西谷駅間で通過運転を行い、通勤特急・特急はさらに西谷駅以西でも通過運転を行う。
使用車両の編成両数は10両編成または8両編成である。通勤急行・JR線直通系統・東急東横線直通系統は10両編成、東急目黒線直通系統は8両編成のみが使用され、それ以外の種別は10両編成と8両編成の両方が使用される。JR線直通に使用される12000系とJR東日本E233系7000番台、東急東横線直通に使用される20000系と東急5050系4000番台、東急目黒線直通に使用される21000系と東急3020・5080・3000系、8両編成の運用となる10000系の8両編成と21000系のみ限定運用が存在しており、それ以外の形式の運用は限定されていない。
終日に渡って、二俣川駅において本線といずみ野線の緩急接続と本線同士の特急・快速と各停の緩急接続、西谷駅で相鉄新横浜線方面の列車と横浜発着の列車との接続が行われている。ラッシュ時には、星川駅で各停が快速の緩急接続及び優等種別の通過待ち、瀬谷駅で特急の通過待ちが行われている。
日中のダイヤパターンは平日・土休日ともに30分サイクルとなる。また中1時間の運行本数は、以下のようになる。
| 種別＼駅名 | 種別＼駅名 | 種別＼駅名           | 横浜      | …         | 西谷 | …   | 二俣川 | …       | 海老名  |
| ---------- | ---------- | -------------------- | --------- | --------- | ---- | --- | ------ | ------- | ------- |
| 運行範囲   | 特急       | 特急                 | 2本       | 2本       | 2本  | 2本 | 2本    | 2本     | 2本     |
| 運行範囲   | 快速       | 快速                 | 4本       | 4本       | 4本  | 4本 | 4本    | 4本     | 4本     |
| 運行範囲   | 各停       | JR線直通系統         | 新宿←     | 新宿←     | 2本  | 2本 | 2本    | 2本     | 2本     |
| 運行範囲   | 各停       | 東急目黒線直通系統   | 西高島平← | 西高島平← | 2本  | 2本 | 2本    | 2本     | 2本     |
| 運行範囲   | 各停       | 東急東横線直通系統   | 川越市←   | 川越市←   | 1本  | 1本 | 1本    | →湘南台 | →湘南台 |
| 運行範囲   | 各停       | 東急東横線直通系統   | 和光市←   | 和光市←   | 1本  | 1本 | 1本    | →湘南台 | →湘南台 |
| 運行範囲   | 各停       | 本線・いずみ野線系統 | 4本       | 4本       | 4本  | 4本 | 4本    | →湘南台 | →湘南台 |
| 運行範囲   | 各停       | 本線・いずみ野線系統 | 2本       |           |      |     |        |         |         |

### 列車番号
列車番号は以下のように定められている（2023年3月18日改正時点）。
- 3000 - ：特急（本線系統）
- 3120 - ：特急（本線 - JR線直通系統）
- 3700 - ：特急（本線 - 東横線直通系統）
- 3750 - ：特急（いずみ野線 - 東横線直通系統）
- 3800 - ：特急（本線 - 目黒線直通系統）
- 3840 - ：特急（本線 - 新横浜発着相鉄新横浜線系統）
- 3850 - ：特急（いずみ野線 - 目黒線直通系統）
- 3900 - ：通勤特急（いずみ野線 - 東横線直通系統）
- 3950 - ：通勤特急（いずみ野線 - 目黒線直通系統）
- 1400 - ：通勤急行（本線系統）
- 1450 - ：通勤急行（いずみ野線系統）
- 2000 - ：快速（本線系統）
- 2500 - ：快速（いずみ野線系統）
- 6000 - ：各駅停車（西谷発着を除く本線系統）
- 6220 - ：各駅停車（本線 - JR線直通系統）
- 6400 - ：各駅停車（本線 - 東横線直通系統）
- 6550 - ：各駅停車（本線 - 目黒線直通系統）
- 6700 - ：各駅停車（いずみ野線系統）
- 7000 - ：各駅停車（西谷発着本線系統）
- 7400 - ：各駅停車（いずみ野線 - 東横線直通系統）
- 7550 - ：各駅停車（いずみ野線 - 目黒線直通系統）
- 7980 - ：各駅停車（新横浜発着相鉄新横浜線系統）
- 8000 - ：試運転列車
- 8650 - ：臨時各駅停車（新横浜発着相鉄新横浜線系統）
- 8700 - ：臨時試運転列車
- 9200 - ：回送列車（羽沢横浜国大発着相鉄新横浜線系統）
- 9300 - ：回送列車（本線系統）
- 9500 - ：回送列車（いずみ野線系統）
- 9700 - ：回送列車（新横浜発着相鉄新横浜線系統）
- 9900 - ：臨時回送列車

下りが奇数、上りが偶数となっている。それぞれの種別の系統ずつに付番される。

### 運行番号
列車番号とは別に先頭車両の右上・左上・左窓下のいずれかに二桁（東急線直通運用のみ末尾に相鉄車はG、東急車はKが付く）の運行番号を表示している。列車番号と運行番号の関連性は無い。
相鉄車およびJR車については以下の方法で設定されている。これは2023年3月18日ダイヤ改正現在のものである。
- 1群（11 - 15）：8両での運用（ただし車両不足時には10両編成での代走あり）
- 3群・4群（31G - 43G）：21000系8両編成での運用
- 5群（50 - 59）・6群（60 - 69）10両編成での運用
- 7群（70 - 73）：12000系10両編成での運用
- 7群（74 - 79）：JR車10両編成で相鉄線内出庫の運用
- 8群（81 - 87）：JR車10両編成でJR線内出庫の運用
- 9群（91G - 95G）：20000系10両編成での運用

十の位の数字によって「群」として管理されており、JR車運用以外は原則として、それぞれの群で1日ごとに順送りされる（例として本日11運用なら明日12運用、本日15運用なら明日は11運用という具合）。ただし、5群および6群については51運行から59運行および61運行から69運行で順送りされており、50運行および60運行については独立運用となっており翌日についても同一番号での運用となる。7 - 8群については相鉄線内のみ運行番号を表示し、JR線内は列車番号を表示する。
JR車については、その日に川越車両センター（一部列車は板橋駅横の留置線、新宿駅、大崎駅）から出庫して埼京線・りんかい線内の運用に就いたあと、新宿駅以北を始発とする相鉄・JR直通線として相鉄線内に入線し、8群の運用として新宿駅以南の相鉄・JR直通線を運行し相鉄線内に滞泊する。翌日に7群の運用として相鉄線内から出庫し、新宿駅以北を終点とする相鉄・JR直通線の列車に就いたあと、埼京線・りんかい線内の運用に就いて川越車両センター（一部列車は大宮駅）に入庫する運用となっている。
平日81運行については、相鉄線内で出入庫を行わず、川越車両センターを出庫として、JR線内の運用に充当後新宿駅 - 海老名駅を2往復後池袋派出所に入庫する運用となっている。また、平日77運行についてはJR線内で折り返しで再度相鉄線内に入線し87運行に変更されて運行されて相鉄線内で滞泊する。そのため相鉄線内で2連泊する運用が初めて設定された。
東急車については、上記の規則に依らず地下鉄線内で使用している運行番号を相鉄線内においてもそのまま用いる（01K - 48Kが目黒線車両、51K - 65Kが東横線車両）。
3群・4群および東急目黒線からの乗り入れ車両の運行番号については、都営地下鉄三田線に乗り入れる場合は奇数番号を東京メトロ南北線に乗り入れる場合は偶数番号を使用する。そのため運行番号が奇数番号と奇数番号に1を足した偶数番号の2つで1つの車両の運用として扱われる（例として35G運行および36G運行が1つの車両で運行）ため一部の番号が欠番とされている。相鉄車の順送りについても同様の考えとなる（例として本日35G運行なら翌日は37G運行、本日39G運行なら翌日は42G運行という具合）。この関係上、相鉄線内の折り返しで運行番号が変わる運用も設定されている。
例外として、試運転列車には運行番号が設定されていない。試運転で表示されている番号は、出場時の検査で使用された番号となる。

### 現在の列車種別
本節全体の出典…
すべて通勤型車両で運転され、乗車券のみで乗車できる。本文中で接続列車等は「本線特急」のように「（系統）（種別）」と表記する。

#### 特急

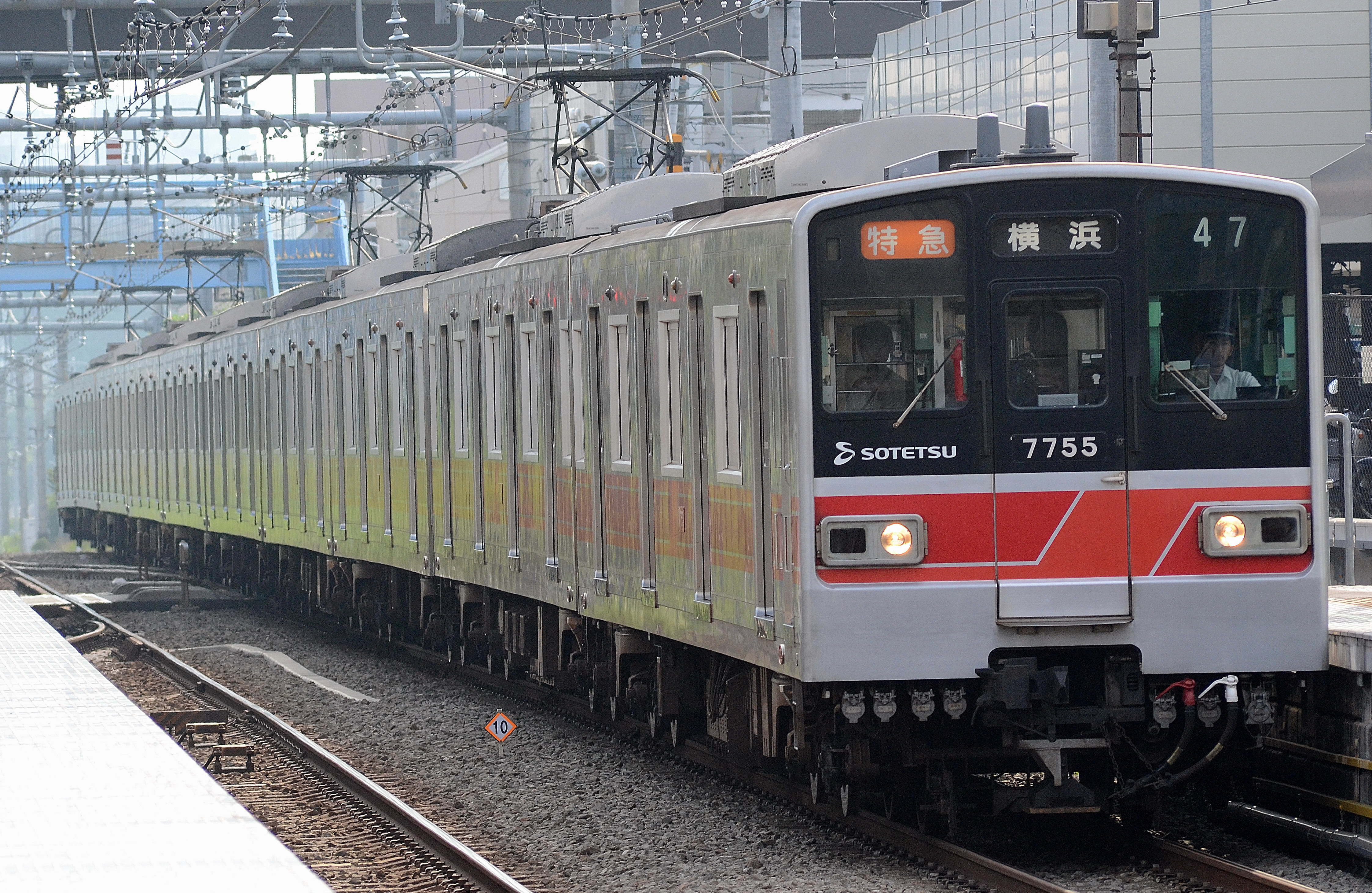
新7000系電車による特急横浜行き。なおこの編成の旧塗装での運転終了2日前の写真である。（2014年6月16日、瀬谷駅）

英語表記は「Limited Express」。種別表示器の表記は「特」。種別色は■橙色（相鉄線内完結）・■緑色（JR埼京線直通）・■桃色（東急東横線直通）・■水色（東急目黒線直通）。2014年（平成26年）4月27日ダイヤ改正より新設された種別で、相鉄線内最速の種別である。
従来ターミナル駅としてきた横浜駅を経由しない神奈川東部方面線（相鉄新横浜線として2019年開業）の建設進捗に伴い、横浜駅の空洞化を避けるために、横浜駅とその周辺施設のリニューアルなどと共に「県央地域と横浜駅をより速く結び利用客の逸脱を抑える」という目的で設定されたものであり、以前から計画されていた。2019年11月30日ダイヤ改正では、新たに西谷駅が停車駅となり、西谷駅を通過する急行と千鳥停車の関係となっていた。2023年3月18日改正により千鳥停車の関係のある種別はなくなり、特急停車駅はそれ以下全ての種別の停車駅となっている。
2023年3月18日ダイヤ改正の運行概要について系統ごとに分けて示す。
本線系統（横浜 - 海老名）
本線のみを運転する特急は、全列車が横浜駅 - 海老名駅間の運転であり、途中駅発着の列車はない。運転時間は下りは6時台（平日は7時台）から17時台（平日は16時台）、上りは6時台（土休日は7時台）から14時台に運転されており、例外として23時台に下り1本、上りは土休日のみ1本運転されている。
平日朝ラッシュ時上りは15分間隔での運転で、瀬谷駅で海老名駅 - 二俣川駅間を各駅に停車する通勤急行または各停を通過追い抜きを行う。
それ以外の時間帯は毎時2往復の運転で、日中時間帯は一部列車を除き上下線とも西谷駅でJR線直通の各停と、二俣川駅でいずみ野線各停と接続する。朝ラッシュ時間帯でも西谷駅で相鉄新横浜線からの各停に連絡する。
編成両数は基本的に10両編成であるが、一部列車は8両編成で運転される。また、土休日の下り1本は東急車8両編成で運転される。
相鉄新横浜線直通系統（新横浜 - 海老名）
東急線に乗り入れずに新横浜駅で折り返す系統であり、平日深夜に新横浜駅 - 海老名駅間の自社線内完結の特急が1往復運転される。
編成両数は全て8両編成である。
JR線直通系統（新宿（基本） - 海老名）
相鉄新横浜線を経由して、JR線内に乗り入れる系統である。基本的には相鉄海老名駅 - JR新宿駅で運転されているが、朝時間帯に池袋（上りのみ）・赤羽・武蔵浦和（下りのみ）・大宮・指扇（下りのみ）・川越発着が運転されている。新宿駅発着については相鉄車およびJR車ともに充当される。池袋行きについては平日に1本設定され、相鉄車で運転されており、相鉄車がJR線で新宿以北に入る唯一の運用となっている。それ以外の新宿以北を発着とする列車は全列車JR車で運転されている。また、川越発着の列車については、JR線内で平日は通勤快速、土休日は快速運転を行う。それ以外の列車は各駅停車となる。
朝夕ラッシュ時は1時間に最大3本が運転されており、基本的に上下線ともに西谷駅で本線快速と接続を行う。
2019年の直通運転開始当初は日中、後述の各駅停車と交互にそれぞれ1時間に1本の間隔で運行されていたが、2024年現在は上り10時台および土休日上り14時台、下り12時台に1本ずつのみの運行となっている。
相鉄線内は全列車が海老名駅発着の運転であり、相鉄線内での途中駅発着の列車はない。
編成両数は全て10両編成である。
東急目黒線直通系統（都営三田線・東京メトロ南北線・東急目黒線 - 海老名）
相鉄本線から相鉄新横浜線を経由して、東急新横浜線・目黒線に乗り入れる系統であり、朝夕ラッシュ時を中心に運転される。
東急目黒線・都営三田線・東京メトロ南北線・埼玉高速鉄道埼玉スタジアム線を発着とし、武蔵小杉（着のみ）・武蔵小山（発のみ）・目黒・高島平（着のみ）・赤羽岩淵・鳩ケ谷（発のみ）・浦和美園駅を発着として運転されている。
東急線内は基本的に急行として運転されるが、平日下り1本、平日上り2本、土休日下り3本、土休日上り4本は各停として運転される。
平日朝1本のみ西高島平始発の大和行きが運転されている。
編成両数は全て8両編成である。
東急目黒線・いずみ野線直通系統（都営三田線・東京メトロ南北線・東急目黒線 - 湘南台）
相鉄いずみ野線から相鉄新横浜線を経由して、東急新横浜線・目黒線に乗り入れる系統であり、平日下り2本、土休日下り1本が設定されている。1本は目黒発で運転され、平日のもう1本は浦和美園発で運転される。
編成両数は全て8両編成である。
東急東横線直通系統（東武東上線・東京メトロ副都心線・東急東横線 - 海老名）
相鉄本線から相鉄新横浜線を経由して、東急新横浜線・東横線に乗り入れる系統であり、平日下り2本、平日上り1本、土休日1往復が運転されている。このうち土休日上りの1本は東武東上線・小川町駅行きで、東京メトロに直通する料金不要列車としては最長となる営業キロ116.4 kmを走破するものとなる。それ以外の列車は、平日下りは渋谷始発と和光市始発が1本ずつ、平日上りは渋谷行き、土休日下りは和光市始発で運転される。
東急線内は急行として運転される。小川町行きのみ副都心線内は急行・東上線内は快速急行として運転される以外は、副都心線内は各駅停車として運転される。
編成両数は全て10両編成である。
東急東横線・いずみ野線直通系統（東武東上線・東京メトロ副都心線・東急東横線 - 湘南台）

相鉄いずみ野線から相鉄新横浜線を経由して、東急新横浜線・東横線に乗り入れる系統であり、朝夕を中心に運転される。土休日下りの設定はない。
東武東上線・東京メトロ副都心線・東急東横線・東急新横浜線を発着とし、日吉（発のみ）・渋谷・和光市・志木・川越市（着のみ）・森林公園駅を発着として運転されている。
東急線内は急行として運転される。基本的に副都心線内は各駅停車、東上線内は普通で運転されるが、平日上り1本が副都心線内を通勤急行で、平日下り1本が東上線内急行として運転する。
編成両数は全て10両編成である。

#### 通勤特急（通特）
英語表記は「Commuter Limited Express」。種別表示器の表記は「１」。種別色は■橙色（相鉄線内完結、2023年3月18日以降は定期設定なし）・■桃色（東急東横線直通）・■水色（東急目黒線直通）。2019年11月30日ダイヤ改正より新設された種別である。いずみ野線湘南台駅 - 相鉄新横浜線間の途中停車駅はいずみ野線いずみ野駅・二俣川駅・鶴ヶ峰駅・西谷駅・相鉄新横浜線羽沢横浜国大駅である。
2023年3月18日ダイヤ改正の運行概要について以下に示す。
東急東横線・いずみ野線直通系統（東武東上線・東京メトロ副都心線・東急東横線 - 湘南台）
相鉄いずみ野線から相鉄新横浜線を経由し東急新横浜線および東横線内に乗り入れる系統であり、平日上り6・7時台に1本、8時台に3本の計6本設定されている。
東武東上線・東京メトロ副都心線・東急東横線を行先とし、渋谷・新宿三丁目・和光市・川越市の4駅を着駅として運転されている。
東急線内は急行として運転される。和光市行き・川越市行きについては、副都心線内は通勤急行・東上線内は普通として運転される。新宿三丁目行きについては副都心線内は各駅停車として運転される。
編成両数は全て10両編成である。
東急目黒線・いずみ野線直通系統（都営三田線 - 湘南台）
相鉄いずみ野線から相鉄新横浜線を経由し東急新横浜線および目黒線内に乗り入れる系統であり平日上り7時台に高島平行きが1本設定されている。
東急線内は急行として運転される。
編成両数は8両編成である。

#### 通勤急行（通急）（2代目）
英語表記は「Commuter Express」。種別表示器の表記は「２」。種別色は■赤色。2019年11月30日ダイヤ改正より新設された種別である。かつてこれとは異なる通勤急行が運転されており、現在のは2代目の通勤急行である。
2023年3月18日ダイヤ改正の運行概要について本線系統といずみ野線系統に分けて示す。
本線系統
始発駅基準で上りの平日5 - 8時台に設定されている。朝ラッシュ時においてかしわ台駅 - 希望ヶ丘駅間（特急停車駅の大和駅を除く）から横浜駅を結ぶ唯一の種別となっている。
一部の列車を除き瀬谷駅で特急の通過待ちを行う。
ほぼ全ての列車が海老名駅発横浜駅行きの運転であるが、1本のみかしわ台駅始発となっている。
編成両数は全て10両編成である。
いずみ野線系統
湘南台駅発上りの平日6 - 7時台に計5本設定されている。
全列車が横浜駅 - いずみ野線湘南台駅間の運転であり、途中駅発着の列車はない。
編成両数は全て10両編成である。

#### 快速
英語表記は「Rapid」。種別表示器の表記は「快」。種別色は■青色（2007年11月2日以前は■緑色）。いずみ野線は開業以後各駅停車だけが運転されていたが、1999年（平成11年）3月10日の湘南台駅への延伸開業を目前に控えた2月27日のダイヤ改正において、いずみ野線初の速達列車として快速が新設された。同年3月9日までの11日間はいずみ中央行きとして運転し、いずみ中央駅 - 湘南台駅間の新規開業部分は回送扱いで乗務員訓練を行った。
1999年の登場当時はいずみ野線直通列車だけが使う種別であったので、本線では横浜駅 - 二俣川駅間でのみで見られた。当初は朝ラッシュ時と日中時間帯に限り運転されており、日中は12分間隔で運転されていた。2003年ダイヤ改正では10分間隔に増発、2006年のダイヤ改正では各停を混ぜて運転間隔を20分おきに減らす代わりに、運転時間帯を増やし1日の運転本数をほぼ維持するという水増し的な改正が行われ、夕方・夜間にも設定されるようになった。2012年改正で西谷駅工事のために朝ラッシュ時の運転が休止された。
これまでいずみ野線直通列車のみ運行されていたが、2014年ダイヤ改正では本線の急行を快速に格下げするという形で初の本線海老名駅発着列車が設定、またいずみ野線直通列車は特急に格上げされている（いずれも日中時間帯のみ）。2015年5月31日ダイヤ改正では時間短縮のため日中時間帯の4本中3本が快速から急行に格上げされた。2019年11月30日ダイヤ改正では、新たに西谷駅が停車駅となった。
2023年3月18日ダイヤ改正の運行概要について本線系統といずみ野線系統に分けて示す。
本線系統
平日朝ラッシュ時上りを除く全時間帯で運転され、特に前述の通り夕方以降は横浜駅発着の特急の運転がほとんどなくなるため、横浜駅発着のほぼ唯一の優等種別となっている。
昼間時間帯は毎時4本運転されており、平日夕ラッシュ時下りは最大8本が運転されている。
西谷駅で相鉄新横浜線直通の列車と連絡を行う列車があり、二俣川駅でいずみ野線系統の各停と緩急接続を行う。
大多数の列車が横浜駅 - 海老名駅間の運転であるが、平日朝下り1本、平日夕方上り2本のみ横浜駅 - 大和駅間の運転である。
編成両数は基本的に10両編成での運転されるが、一部列車は8両編成で運転される。
一部列車は東急車で運転されており、土休日下り2本（8両編成および10両編成1本ずつ）、土休日上り5本（8両編成3本、10両編成2本）設定されている。
いずみ野線系統

いずみ野線方面へは、全列車が横浜駅 - いずみ野線湘南台駅間の運転であり、途中駅発着の列車はない。
編成両数は基本的に10両編成での運転されるが、一部列車は8両編成で運転される。
一部列車は東急車で運転されており、土休日下り2本（8両編成および10両編成1本ずつ）、土休日上り1本（10両編成）設定されている。

#### 各駅停車（各停）

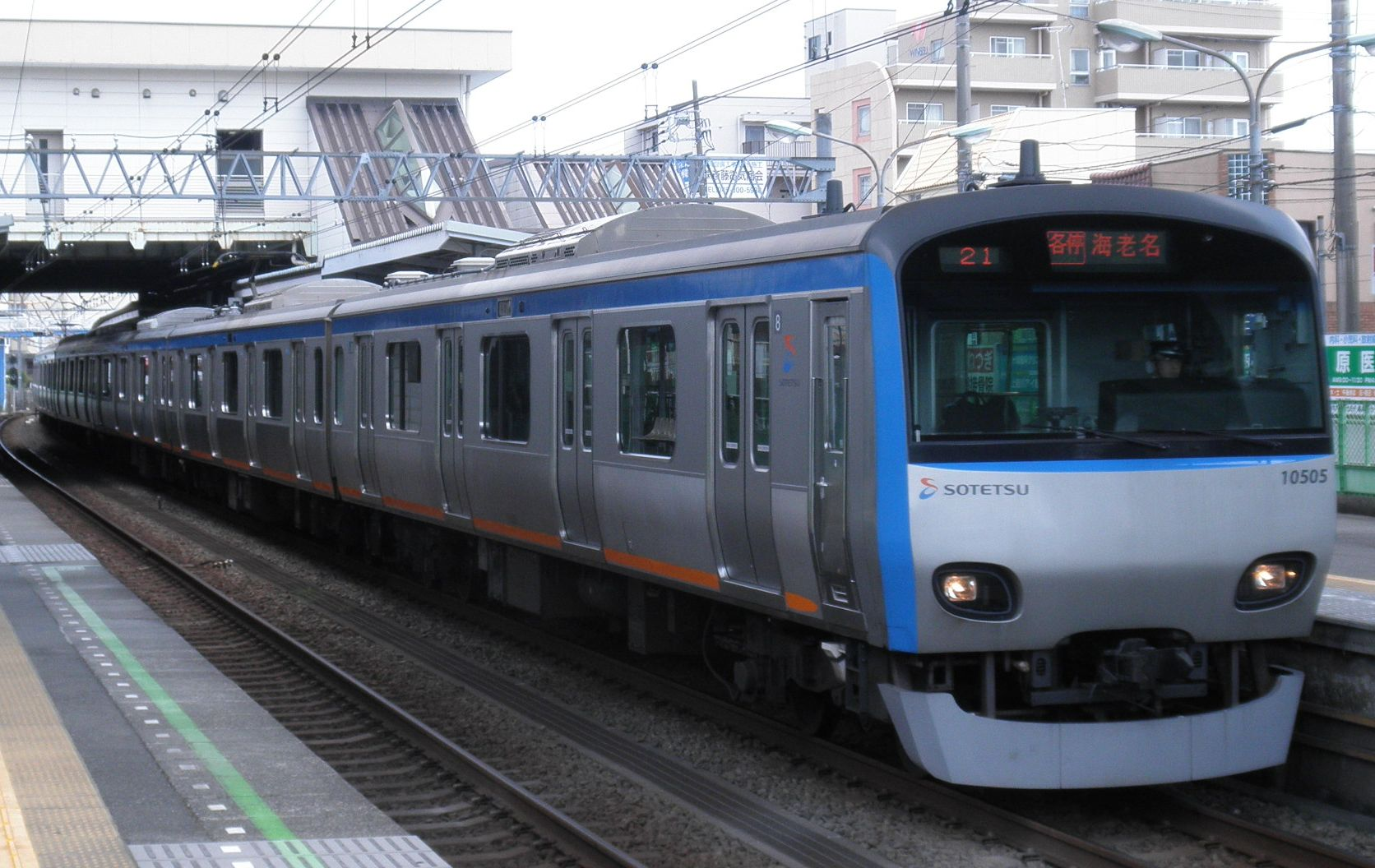
相鉄10000系による各停海老名行。かつて海老名駅発着の各停は早朝・深夜時間帯のみの運行だったが、2014年4月27日のダイヤ改正から、日中時間帯にも運転されるようになっている。

英語表記は「Local」。種別表示器の表記は「普」（普通）。種別色は■黒色または■灰色（相鉄線内完結）（2007年11月2日以前は■白色または■灰色（本線内完結）・■青色（いずみ野線直通））・■緑色（JR埼京線直通）・■桃色（東急東横線直通）・■水色（東急目黒線直通）。各停は各駅停車の略称であり、その名の通り各駅に停車する。種別幕や路線図などでは「各停」と表記されることが多いが（改札口の運行ディスプレイもひらがなで「かくてい」と振られている）、駅や車内の案内放送などでは「各駅停車」と放送することが多い。
郊外区間の二俣川駅 - 海老名駅間を各駅に停車する急行の増発とともに、各停は都心区間の横浜駅 - 二俣川駅間、また支線であるいずみ野線が開業すると直通列車を中心に運用されてきた。海老名駅発着の急行といずみ野線内発着の各停が分岐駅の二俣川駅で接続をとるという、分かりやすいダイヤが快速設定まで長く続いた。
前述のような理由もあり、二俣川駅 - 海老名駅間を走る各停は少なかったが、1999年の快速設定以後、二俣川駅 - 大和駅間の各停が多く設定された。2003年 - 2006年の一時期は大和駅発着はなかったが、2006年改正で再び設定され、2014年ダイヤ改正より平日朝の列車が設定された。各駅に停まる急行が代替となるために、大和駅 - 海老名駅間を走る列車は非常に少なく、早朝深夜にわずかにあるのみであったが、2014年に二俣川駅 - 海老名駅間も通過運転を行う特急設定に伴い、その代替として日中にも海老名駅発着の各停が設定されていた。
2023年3月18日ダイヤ改正時点の運行概要について以下に示す。
本線系統
本線系統は基本的に横浜駅 - 西谷駅での運転が基本であるが、早朝深夜を中心に横浜駅 - 星川駅・二俣川駅（上りのみ）・大和駅・かしわ台駅・海老名駅での列車が設定されている。
一部列車は二俣川駅・瀬谷駅（平日下りのみ）- 海老名駅での列車が設定されている
日中時間帯は横浜駅 - 西谷駅での列車が毎時2本設定されており、西谷駅で相鉄新横浜線系統の列車と連絡する。
編成両数は10両編成と8両編成の両方での運転である。
一部列車は東急車で運転されており、横浜駅 - 西谷駅で下り1本（平日は10両編成、土休日は8両編成）、土休日上り4本（8両編成3本、10両編成1本）設定されている。横浜駅 - 海老名駅で平日上り1本（10両編成）設定されている。
いずみ野線系統
いずみ野線方面へは、全列車が横浜駅 - いずみ野線湘南台駅間の運転であり、途中駅発着の列車はない。
従前より多数運転されていることから最も本数が多い。
基本的に二俣川駅で本線系統の列車と緩急接続を行う。
日中時間帯は毎時4本設定されている。
編成両数は10両編成と8両編成の両方での運転である。
一部列車は東急車で運転されており、土休日下り4本（8両編成・10両編成2本ずつ）、土休日上り2本（8両編成・10両編成1本ずつ）設定されている。
JR線直通系統
JR線内に乗り入れる系統で、基本的には相鉄海老名駅 - JR新宿駅で運転されているが、朝時間帯に池袋（着のみ）・武蔵浦和・大宮・指扇（発のみ）・川越（着のみ）発着が運転されている。新宿駅発着列車以外はすべてJR車で運転される。また、土休日のみ設定される川越発着の列車については、JR線内で快速運転を行う。それ以外の列車は各駅停車となる。
平日夕ラッシュ下りのピーク時間を除いて基本的に運転されており、日中時間帯は、毎時2往復が運転されている。
相鉄線内は大多数の列車が海老名発着の運転であるが、平日上り1本のみ大和始発として運転される。
編成両数は全て10両編成である。
東急目黒線直通系統（都営三田線・東京メトロ南北線・東急目黒線 - 海老名）
相鉄本線から相鉄新横浜線を経由して、東急新横浜線・目黒線内に乗り入れる系統であり、全時間帯に渡って運転される系統である。
東急目黒線・都営三田線・東京メトロ南北線・埼玉高速鉄道埼玉スタジアム線を発着とし、武蔵小杉（着のみ）・奥沢（発のみ）・目黒・高島平・西高島平・赤羽岩淵（着のみ）・浦和美園駅を発着として運転されている。
日中時間帯は、毎時2往復が都営三田線・西高島平駅 - 海老名駅間で運転されており、それ以外の時間帯は南北線発着の列車も設定されている。
東急線内は基本的に急行として運転されるが、平日下り7本、平日上り4本、土休日下り4本、土休日上り10本は各停として運転される。
基本的には海老名駅発着で運転されているが、平日下り1本は西高島平発大和行き、平日夜1本は二俣川始発の浦和美園行きとして運転されている。
編成両数は全て8両編成である。
東急目黒線・いずみ野線直通系統（都営三田線・東京メトロ南北線・東急目黒線 - 湘南台）
相鉄いずみ野線から相鉄新横浜線を経由して、東急新横浜線・目黒線に乗り入れる系統であり、朝夕を中心に設定されている。
東急目黒線・都営三田線・東京メトロ南北線・埼玉高速鉄道埼玉スタジアム線を発着とし、武蔵小杉（着のみ）・奥沢（発のみ）・目黒（発のみ）・西高島平・赤羽岩淵（発のみ）・浦和美園駅を発着として運転されている。
東急線内は基本的に急行として運転されるが、平日下り4本、平日上り3本、土休日下り2本、土休日上り2本は各停として運転される。
編成両数は全て8両編成である。
東急東横線直通系統（東武東上線・東京メトロ副都心線・東急東横線 - 海老名）
相鉄本線から相鉄新横浜線を経由して、東急新横浜線・東横線に乗り入れる系統であり、平日下り6本、平日上り4本、土休日1往復運転されている。
東武東上線・東京メトロ副都心線・東急東横線・東急新横浜線を発着とし、日吉（発のみ）・武蔵小杉（着のみ）・渋谷・新宿三丁目（発のみ）・和光市・志木（発のみ）・森林公園（着のみ）駅を発着として運転されている。
基本的には海老名駅発着で運転されるが、平日下り2本は大和行き、平日上り2本および土休日上り1本はかしわ台始発で運転される。
東急線内は急行として運転される。平日上りの森林公園行きのみ、副都心線内は通勤急行、東上線内は快速急行として運転される以外は、副都心線内は各駅停車、東上線内は普通として運転される。
編成両数は全て10両編成である。
東急東横線・いずみ野線直通系統（東武東上線・東京メトロ副都心線・東急東横線 - 湘南台）
相鉄いずみ野線から相鉄新横浜線を経由して、東急新横浜線・東横線に乗り入れる系統であり、日中時間帯は川越市駅発着列車と和光市駅発着列車がそれぞれ1本ずつ設定されている。
東武東上線・東京メトロ副都心線・東急東横線・東急新横浜線を発着とし、日吉（発のみ）・渋谷・新宿三丁目・千川（発のみ）・和光市・志木・川越市・森林公園駅を発着として運転されている。
東急線内は急行として運転される。基本的に副都心線内は各駅停車、東上線内は普通で運転されるが、平日1往復のみ副都心線内を通勤急行として、平日下り1本が東武東上線内を急行として運転する。
編成両数は全て10両編成である。
相鉄新横浜線直通系統
東急線内に入らない新横浜駅発着が設定されており、土休日に1往復設定されている。上りは8両編成でかしわ台始発、下りは東急車10両編成で海老名行きとして運転する。

### 過去の列車種別

#### 通勤急行（通急）（初代）
かつて運行されていたとのことだが詳細は不明。なお、通勤急行は2019年11月30日のダイヤ改正で名称が復活している。

#### 急行（旧称：準急）
英語表記は「Express」。種別表示器の表記は「急」。種別色は■赤色。横浜駅 - 海老名駅間の途中停車駅は、横浜駅～二俣川駅が無停車で二俣川駅～海老名駅間の各駅に停車する。横浜駅 - 二俣川駅間の各駅停車と組み合わせることによって効率的で分かりやすいダイヤを実現していた。2023年（令和5年）3月18日のダイヤ改正で休止された。
1957年（昭和32年）2月20日に上り列車、1958年（昭和33年）11月20日に下り列車が準急として運行開始。横浜駅周辺を自社で取得・開発していた相鉄が横浜駅周辺に県央地域の買い物客を呼ぶために設定した。横浜駅 - 希望ヶ丘駅間をノンストップで走り、希望ヶ丘駅以西は（当時直通運転を行っていた小田急小田原線の本厚木駅までを含めて）各駅に停車していた。1960年（昭和35年）11月1日のダイヤ改正で、二俣川駅に停車する準急が横浜駅 - 海老名駅間に1往復設定された。当該列車には「おかいもの電車」の愛称が付き、上りは海老名駅9時55分発・横浜駅10時30分着、下りは横浜駅15時33分発・海老名駅16時6分着で運転された。前面には、白い鳩が買い物かごを咥えたイラストが描かれ、上部に「オカイモノ」、下部に「急」と書かれたヘッド・マークが掲げられた。また、上り列車では、二俣川駅から髙島屋の女性店員が催し物やお買い得品の案内を行っていた。1964年（昭和39年）4月15日にすべての準急が二俣川駅に停車するようになり、さらに同年11月5日に急行に変更され、その後は徐々に運転本数・運転時間帯を拡大し、前述の快速が設定されるまで唯一の主力種別であった。
登場後、特急が設定されるまで長年にわたり、相鉄の最速達種別かつ唯一の優等種別として存在しており、一貫して本線のみで運用されていた。また全盛期には早朝から深夜まで多数設定されていた。1999年2月27日に快速、さらに2014年4月27日に特急の新設及び2019年11月30日のJR線直通開始後は、日中時間帯の急行の特急への格上げ、もしくは快速・各停への格下げがされるなど大きな変化が見られ、2015年5月31日ダイヤ改正では時間短縮のため日中時間帯の4本中3本が快速から急行に格上げされた。2019年11月30日のダイヤ改正で日中時間帯の毎時4本のうち、1本は特急に格上げされ、もう1本は快速に格下げされた。また、特急及び新設種別の通勤特急と通勤急行が西谷駅停車となったため、唯一西谷駅を通過する種別となった。
1966年4月1日から4月10日までの間、横浜駅名品街および高島屋ストア（いずれも相鉄ジョイナスの前身）開業10周年を記念して、臨時の「おかいもの電車」が車両前面を造花で飾ったうえで1日4往復運行された。
2023年11月3日から12月27日までの間、相鉄ジョイナス開業50周年を記念して、「おかいもの電車」が11000系11002×10両1編成に専用のラッピングを施したうえで復活運行された。ただし、往年の「おかいもの電車」とは異なり、固定運用ではないため、どの列車が「おかいもの電車」になるかは日によって異なる。また、相鉄本線に加え、当時未開業だった相鉄いずみ野線にも乗り入れるが、相鉄新横浜線やJR線・東急線へは乗り入れない。

### 停車駅の変遷
現行の停車駅については、駅一覧を参照。
なお、期間限定で臨時に停車駅が変更となっている場合がある。
| 相鉄線停車駅の変遷 |        |            |            |            |                |                |                |                |                |                |                |                |          |                |                |            |            |          |          |          |          |            |          |            |          |          |          |          |          |          |          |          |            |          |          |          |                |          |                            |  |              |              |              |  |      |
| ●：特急・通勤特急・急行・通勤急行・快速・各駅停車 停車駅 ●：急行・通勤急行・快速・各駅停車 停車駅 ○：急行（1往復）・各駅停車 停車駅 ●：快速・各駅停車 停車駅 ●：通勤特急・通勤急行・快速・各駅停車 停車駅 ●：各駅停車 停車駅 ─：旅客列車停車なし 未：未開業 休：休止 廃：廃止 |        |            |            |            |                |                |                |                |                |                |                |                |          |                |                |            |            |          |          |          |          |            |          |            |          |          |          |          |          |          |          |          |            |          |          |          |                |          |                            |  |              |              |              |  |      |
| \| 路線名 \| \| 相鉄厚木線 [注 2] \| 相鉄厚木線 [注 2] \| \| 相鉄いずみ野線 [注 3] \| 相鉄いずみ野線 [注 3] \| 相鉄いずみ野線 [注 3] \| 相鉄いずみ野線 [注 3] \| 相鉄いずみ野線 [注 3] \| 相鉄いずみ野線 [注 3] \| 相鉄いずみ野線 [注 3] \| 相鉄いずみ野線 [注 3] \| \| （路線名不明） \| （路線名不明） \| \| 相鉄本線 [注 4] \| 相鉄本線 [注 4] \| 相鉄本線 [注 4] \| 相鉄本線 [注 4] \| 相鉄本線 [注 4] \| 相鉄本線 [注 4] \| 相鉄本線 [注 4] \| 相鉄本線 [注 4] \| 相鉄本線 [注 4] \| 相鉄本線 [注 4] \| 相鉄本線 [注 4] \| 相鉄本線 [注 4] \| 相鉄本線 [注 4] \| 相鉄本線 [注 4] \| 相鉄本線 [注 4] \| 相鉄本線 [注 4] \| 相鉄本線 [注 4] \| 相鉄本線 [注 4] \| 相鉄本線 [注 4] \| 相鉄本線 [注 4] \| 相鉄本線 [注 4] \| 相鉄本線 [注 4] \| 相鉄本線 [注 4] \| \| 相鉄新横浜線 \| 相鉄新横浜線 \| 相鉄新横浜線 \| \| 備考 \| \| 駅番号 \| \| \| SO 37 \| SO 36 \| SO 35 \| SO 34 \| SO 33 \| SO 32 \| SO 31 \| SO 10 \| \| SO 03 \| SO 18 \| \| SO 17 \| SO 16 \| SO 15 \| SO 14 \| SO 13 \| \| SO 12 \| SO 11 \| SO 10 \| \| SO 09 \| SO 08 \| \| SO 07 \| SO 06 \| SO 05 \| SO 04 \| SO 03 \| \| SO 02 \| SO 01 \| SO 08 \| SO 51 \| SO 52 \| \| \| \| \| \| \| 備考 \| \| 駅名 \| 厚木駅 \| 相模国分駅 \| 湘南台駅 \| ゆめが丘駅 \| いずみ中央駅 \| いずみ野駅 \| 弥生台駅 \| 緑園都市駅 \| 南万騎が原駅 \| 二俣川駅 \| 保土ケ谷駅 \| 西横浜駅 \| 海老名駅 \| 相模国分駅 \| かしわ台駅 \| さがみ野駅 [注 5] \| 相模大塚駅 \| 大和駅 \| 瀬谷駅 \| 二ツ橋駅 \| 三ツ境駅 \| 希望ケ丘駅 \| 二俣川駅 \| 二俣下川駅 \| 鶴ケ峰駅 \| 西谷駅 \| 新川島駅 \| 上星川駅 [注 6] \| 和田町駅 [注 7] \| 星川駅 [注 8] \| 天王町駅 \| 西横浜駅 \| 古河電線駅 \| 平沼橋駅 \| 横浜駅 \| 西谷駅 \| 羽沢横浜国大駅 \| 新横浜駅 \| \| \| \| \| \| \| 備考 \| \| 1926年5月12日- \| ● \| ● \| 未 \| 未 \| 未 \| 未 \| 未 \| 未 \| 未 \| ● \| 未 \| 未 \| 未 \| ● \| 未 \| 未 \| ● \| ● \| ● \| ● \| ● \| 未 \| ● \| 未 \| 未 \| 未 \| 未 \| 未 \| 未 \| 未 \| 未 \| 未 \| 未 \| 未 \| 未 \| 未 \| 未 \| 未 \| 各駅停車を設定。 \| \| \| \| \| \| \| \| 1926年12月1日- \| ● \| ● \| 未 \| 未 \| 未 \| 未 \| 未 \| 未 \| 未 \| ● \| 未 \| 未 \| 未 \| ● \| 未 \| 未 \| ● \| ● \| ● \| ● \| ● \| 未 \| ● \| 未 \| 未 \| ● \| 未 \| ● \| 未 \| 未 \| 未 \| 未 \| 未 \| 未 \| 未 \| ● \| 未 \| 未 \| \| \| \| \| \| \| \| \| 1927年5月31日- \| ● \| ● \| 未 \| 未 \| 未 \| 未 \| 未 \| 未 \| 未 \| ● \| 未 \| 未 \| 未 \| ● \| 未 \| 未 \| ● \| ● \| ● \| ● \| ● \| 未 \| ● \| 未 \| 未 \| ● \| 未 \| ● \| 未 \| ● \| 未 \| 未 \| 未 \| 未 \| 未 \| ● \| 未 \| 未 \| \| \| \| \| \| \| \| \| 1929年2月14日- \| ● \| ● \| 未 \| 未 \| 未 \| 未 \| 未 \| 未 \| 未 \| ● \| 未 \| ● \| 未 \| ● \| 未 \| 未 \| ● \| ● \| ● \| ● \| ● \| 未 \| ● \| 未 \| 未 \| ● \| 未 \| ● \| 未 \| ● \| 未 \| ● \| 未 \| 未 \| 未 \| ● \| 未 \| 未 \| \| \| \| \| \| \| \| \| 1930年9月10日- \| ● \| ● \| 未 \| 未 \| 未 \| 未 \| 未 \| 未 \| 未 \| ● \| 未 \| ● \| 未 \| ● \| 未 \| 未 \| ● \| ● \| ● \| ● \| ● \| 未 \| ● \| 未 \| 未 \| ● \| ● \| ● \| ● \| ● \| ● \| ● \| 未 \| 未 \| 未 \| ● \| 未 \| 未 \| \| \| \| \| \| \| \| \| 1930年10月25日- \| ● \| ● \| 未 \| 未 \| 未 \| 未 \| 未 \| 未 \| 未 \| ● \| 未 \| ● \| 未 \| ● \| 未 \| 未 \| ● \| ● \| ● \| ● \| ● \| 未 \| ● \| 未 \| ● \| ● \| ● \| ● \| ● \| ● \| ● \| ● \| 未 \| 未 \| 未 \| ● \| 未 \| 未 \| \| \| \| \| \| \| \| \| 1931年10月25日- \| ● \| ● \| 未 \| 未 \| 未 \| 未 \| 未 \| 未 \| 未 \| ● \| 未 \| ● \| 未 \| ● \| 未 \| 未 \| ● \| ● \| ● \| ● \| ● \| 未 \| ● \| 未 \| ● \| ● \| ● \| ● \| ● \| ● \| ● \| ● \| 未 \| ● \| 未 \| ● \| 未 \| 未 \| \| \| \| \| \| \| \| \| 1933年4月16日- \| ● \| ● \| 未 \| 未 \| 未 \| 未 \| 未 \| 未 \| 未 \| ● \| 未 \| ● \| 未 \| ● \| 未 \| 未 \| ● \| ● \| ● \| ● \| ● \| 未 \| ● \| ● \| ● \| ● \| ● \| ● \| ● \| ● \| ● \| ● \| 未 \| ● \| 未 \| ● \| 未 \| 未 \| \| \| \| \| \| \| \| \| 1933年12月27日- \| ● \| ● \| 未 \| 未 \| 未 \| 未 \| 未 \| 未 \| 未 \| ● \| 未 \| ● \| 未 \| ● \| 未 \| 未 \| ● \| ● \| ● \| ● \| ● \| 未 \| ● \| ● \| ● \| ● \| ● \| ● \| ● \| ● \| ● \| ● \| 未 \| ● \| ● \| ● \| 未 \| 未 \| \| \| \| \| \| \| \| \| 1934年8月20日- \| ● \| ● \| 未 \| 未 \| 未 \| 未 \| 未 \| 未 \| 未 \| ● \| 未 \| ● \| 未 \| ● \| 未 \| 未 \| ● \| ● \| ● \| ● \| ● \| 未 \| ● \| ● \| ● \| ● \| ● \| ● \| ● \| ● \| ● \| ● \| ● \| ● \| ● \| ● \| 未 \| 未 \| \| \| \| \| \| \| \| \| 1941年11月25日- \| ─ \| ─ \| 未 \| 未 \| 未 \| 未 \| 未 \| 未 \| 未 \| ● \| 未 \| ● \| ● \| ─ \| 未 \| 未 \| ● \| ● \| ● \| ● \| ● \| 未 \| ● \| ● \| ● \| ● \| ● \| ● \| ● \| ● \| ● \| ● \| ● \| ● \| ● \| ● \| 未 \| 未 \| \| \| \| \| \| \| \| \| 1944年7月2日- \| ─ \| ─ \| 未 \| 未 \| 未 \| 未 \| 未 \| 未 \| 未 \| ● \| 未 \| ● \| ● \| ─ \| 未 \| 未 \| ● \| ● \| ● \| 休 \| ● \| 未 \| ● \| 休 \| ● \| ● \| 休 \| ● \| 休 \| ● \| ● \| ● \| 休 \| ● \| ● \| ● \| 未 \| 未 \| \| \| \| \| \| \| \| \| 1945年5月29日- \| ─ \| ─ \| 未 \| 未 \| 未 \| 未 \| 未 \| 未 \| 未 \| ● \| 未 \| ● \| ● \| ─ \| 未 \| 未 \| ● \| ● \| ● \| 休 \| ● \| 未 \| ● \| 休 \| ● \| ● \| 休 \| ● \| 休 \| ● \| 休 \| ● \| 休 \| ● \| ● \| ● \| 未 \| 未 \| \| \| \| \| \| \| \| \| 1946年3月1日- \| ─ \| ─ \| 未 \| 未 \| 未 \| 未 \| 未 \| 未 \| 未 \| ● \| 未 \| ● \| ● \| ─ \| 未 \| ● \| ● \| ● \| ● \| 休 \| ● \| 未 \| ● \| 休 \| ● \| ● \| 休 \| ● \| 休 \| ● \| 休 \| ● \| 休 \| ● \| ● \| ● \| 未 \| 未 \| \| \| \| \| \| \| \| \| 1948年5月26日- \| ─ \| ─ \| 未 \| 未 \| 未 \| 未 \| 未 \| 未 \| 未 \| ● \| 未 \| ● \| ● \| ─ \| 未 \| ● \| ● \| ● \| ● \| 休 \| ● \| ● \| ● \| 休 \| ● \| ● \| 休 \| ● \| 休 \| ● \| 休 \| ● \| 休 \| ● \| ● \| ● \| 未 \| 未 \| \| \| \| \| \| \| \| \| 1948年5月31日- \| ─ \| ─ \| 未 \| 未 \| 未 \| 未 \| 未 \| 未 \| 未 \| ● \| 未 \| ● \| ● \| ─ \| 未 \| ● \| ● \| ● \| ● \| 休 \| ● \| ● \| ● \| 休 \| ● \| ● \| 休 \| ● \| 休 \| ● \| ● \| ● \| 休 \| ● \| ● \| ● \| 未 \| 未 \| \| \| \| \| \| \| \| \| 1948年7月22日- \| ─ \| ─ \| 未 \| 未 \| 未 \| 未 \| 未 \| 未 \| 未 \| ● \| ─ \| ● \| ● \| ─ \| 未 \| ● \| ● \| ● \| ● \| 休 \| ● \| ● \| ● \| 休 \| ● \| ● \| 休 \| ● \| 休 \| ● \| ● \| ● \| 休 \| ● \| ● \| ● \| 未 \| 未 \| \| \| \| \| \| \| \| \| 1952年8月15日- \| ─ \| ─ \| 未 \| 未 \| 未 \| 未 \| 未 \| 未 \| 未 \| ● \| ─ \| ● \| ● \| ─ \| 未 \| ● \| ● \| ● \| ● \| 休 \| ● \| ● \| ● \| 休 \| ● \| ● \| 休 \| ● \| ● \| ● \| ● \| ● \| 休 \| ● \| ● \| ● \| 未 \| 未 \| \| \| \| \| \| \| \| \| 1957年1月頃- \| ─ \| ─ \| 未 \| 未 \| 未 \| 未 \| 未 \| 未 \| 未 \| ● \| ─ \| ● \| ● \| ─ \| 未 \| ● \| ● \| ● \| ● \| 休 \| ● \| ● \| ● \| 休 \| ● \| ● \| 休 \| ● \| ● \| ● \| ● \| ● \| 廃 \| ● \| ● \| ● \| 未 \| 未 \| \| \| \| \| \| \| \| \| 1957年2月20日- \| ─ \| ─ \| 未 \| 未 \| 未 \| 未 \| 未 \| 未 \| 未 \| ● \| ─ \| ● \| ● \| ─ \| 未 \| ● \| ● \| ● \| ● \| 休 \| ● \| ● \| ● \| 休 \| ● \| ● \| 休 \| ● \| ● \| ● \| ● \| ● \| 廃 \| ● \| ● \| ● \| 未 \| 未 \| 準急を設定。 \| \| \| \| \| \| \| \| 1960年8月1日- \| ─ \| ─ \| 未 \| 未 \| 未 \| 未 \| 未 \| 未 \| 未 \| ● \| ─ \| ● \| ● \| ─ \| 未 \| ● \| ● \| ● \| ● \| 廃 \| ● \| ● \| ● \| 廃 \| ● \| ● \| 廃 \| ● \| ● \| ● \| ● \| ● \| 廃 \| ● \| ● \| ● \| 未 \| 未 \| \| \| \| \| \| \| \| \| 1960年11月1日- \| ─ \| ─ \| 未 \| 未 \| 未 \| 未 \| 未 \| 未 \| 未 \| ○ \| ─ \| ● \| ● \| ─ \| 未 \| ● \| ● \| ● \| ● \| 廃 \| ● \| ● \| ○ \| 廃 \| ● \| ● \| 廃 \| ● \| ● \| ● \| ● \| ● \| 廃 \| ● \| ● \| ● \| 未 \| 未 \| \| \| \| \| \| \| \| \| 1964年4月15日- \| ─ \| ─ \| 未 \| 未 \| 未 \| 未 \| 未 \| 未 \| 未 \| ● \| ─ \| ● \| ● \| ─ \| 未 \| ● \| ● \| ● \| ● \| 廃 \| ● \| ● \| ● \| 廃 \| ● \| ● \| 廃 \| ● \| ● \| ● \| ● \| ● \| 廃 \| ● \| ● \| ● \| 未 \| 未 \| \| \| \| \| \| \| \| \| 1964年11月5日- \| ─ \| ─ \| 未 \| 未 \| 未 \| 未 \| 未 \| 未 \| 未 \| ● \| ─ \| ● \| ● \| ─ \| 未 \| ● \| ● \| ● \| ● \| 廃 \| ● \| ● \| ● \| 廃 \| ● \| ● \| 廃 \| ● \| ● \| ● \| ● \| ● \| 廃 \| ● \| ● \| ● \| 未 \| 未 \| 準急を急行に改称。 \| \| \| \| \| \| \| \| 1975年8月17日- \| ─ \| ─ \| 未 \| 未 \| 未 \| 未 \| 未 \| 未 \| 未 \| ● \| ─ \| ● \| ● \| ─ \| ● \| ● \| ● \| ● \| ● \| 廃 \| ● \| ● \| ● \| 廃 \| ● \| ● \| 廃 \| ● \| ● \| ● \| ● \| ● \| 廃 \| ● \| ● \| ● \| 未 \| 未 \| \| \| \| \| \| \| \| \| 1976年4月8日- \| ─ \| ─ \| 未 \| 未 \| 未 \| ● \| ● \| ● \| ● \| ● \| ─ \| ● \| ● \| ─ \| ● \| ● \| ● \| ● \| ● \| 廃 \| ● \| ● \| ● \| 廃 \| ● \| ● \| 廃 \| ● \| ● \| ● \| ● \| ● \| 廃 \| ● \| ● \| ● \| 未 \| 未 \| \| \| \| \| \| \| \| \| 1979年10月1日- \| ─ \| ─ \| 未 \| 未 \| 未 \| ● \| ● \| ● \| ● \| ● \| 廃 \| ● \| ● \| ─ \| ● \| ● \| ● \| ● \| ● \| 廃 \| ● \| ● \| ● \| 廃 \| ● \| ● \| 廃 \| ● \| ● \| ● \| ● \| ● \| 廃 \| ● \| ● \| ● \| 未 \| 未 \| \| \| \| \| \| \| \| \| 1990年4月4日- \| ─ \| ─ \| 未 \| 未 \| ● \| ● \| ● \| ● \| ● \| ● \| 廃 \| ● \| ● \| ─ \| ● \| ● \| ● \| ● \| ● \| 廃 \| ● \| ● \| ● \| 廃 \| ● \| ● \| 廃 \| ● \| ● \| ● \| ● \| ● \| 廃 \| ● \| ● \| ● \| 未 \| 未 \| \| \| \| \| \| \| \| \| 1999年2月27日- \| ─ \| ─ \| 未 \| 未 \| ● \| ● \| ● \| ● \| ● \| ● \| 廃 \| ● \| ● \| ─ \| ● \| ● \| ● \| ● \| ● \| 廃 \| ● \| ● \| ● \| 廃 \| ● \| ● \| 廃 \| ● \| ● \| ● \| ● \| ● \| 廃 \| ● \| ● \| ● \| 未 \| 未 \| 快速を設定。 \| \| \| \| \| \| \| \| 1999年3月10日- \| ─ \| ─ \| ● \| ● \| ● \| ● \| ● \| ● \| ● \| ● \| 廃 \| ● \| ● \| ─ \| ● \| ● \| ● \| ● \| ● \| 廃 \| ● \| ● \| ● \| 廃 \| ● \| ● \| 廃 \| ● \| ● \| ● \| ● \| ● \| 廃 \| ● \| ● \| ● \| 未 \| 未 \| \| \| \| \| \| \| \| \| 2014年4月27日- \| ─ \| ─ \| ● \| ● \| ● \| ● \| ● \| ● \| ● \| ● \| 廃 \| ● \| ● \| ─ \| ● \| ● \| ● \| ● \| ● \| 廃 \| ● \| ● \| ● \| 廃 \| ● \| ● \| 廃 \| ● \| ● \| ● \| ● \| ● \| 廃 \| ● \| ● \| ● \| 未 \| 未 \| 特急を設定。 \| \| \| \| \| \| \| \| 2019年11月30日- \| ─ \| ─ \| ● \| ● \| ● \| ● \| ● \| ● \| ● \| ● \| 廃 \| ● \| ● \| ─ \| ● \| ● \| ● \| ● \| ● \| 廃 \| ● \| ● \| ● \| 廃 \| ● \| ● \| 廃 \| ● \| ● \| ● \| ● \| ● \| 廃 \| ● \| ● \| ● \| ● \| 未 \| 通勤特急・通勤急行を設定。 \| \| \| \| \| \| \| \| 2023年3月18日- \| ─ \| ─ \| ● \| ● \| ● \| ● \| ● \| ● \| ● \| ● \| 廃 \| ● \| ● \| ─ \| ● \| ● \| ● \| ● \| ● \| 廃 \| ● \| ● \| ● \| 廃 \| ● \| ● \| 廃 \| ● \| ● \| ● \| ● \| ● \| 廃 \| ● \| ● \| ● \| ● \| ● \| \| \| \| \| \| \| \| \| 1. 1 2 3 1964年11月4日までは準急。 2. ↑ 1945年5月31日までは神中線。2022年頃までは厚木線。 3. ↑ 2022年頃まではいずみ野線。 4. ↑ 1945年5月31日までは神中線、1976年4月18日までは厚木線、2022年頃までは本線。 5. ↑ 1946年4月頃までは柏ケ谷駅、1975年8月16日までは大塚本町駅。 6. ↑ 1932年 - 1933年頃までは星川駅。 7. ↑ 1952年8月14日までは常磐園下駅。 8. ↑ 1932年 - 1933年頃までは北程ケ谷駅。 \| \| \| \| \| \| \| \| \| \| \| \| \| \| \| \| \| \| \| \| \| \| \| \| \| \| \| \| \| \| \| \| \| \| \| \| \| \| \| \| \| \| \| \| \| \| |        |            |            |            |                |                |                |                |                |                |                |                |          |                |                |            |            |          |          |          |          |            |          |            |          |          |          |          |          |          |          |          |            |          |          |          |                |          |                            |  |              |              |              |  |      |
| 路線名 |        | 相鉄厚木線 | 相鉄厚木線 |            | 相鉄いずみ野線 | 相鉄いずみ野線 | 相鉄いずみ野線 | 相鉄いずみ野線 | 相鉄いずみ野線 | 相鉄いずみ野線 | 相鉄いずみ野線 | 相鉄いずみ野線 |          | （路線名不明） | （路線名不明） |            | 相鉄本線   | 相鉄本線 | 相鉄本線 | 相鉄本線 | 相鉄本線 | 相鉄本線   | 相鉄本線 | 相鉄本線   | 相鉄本線 | 相鉄本線 | 相鉄本線 | 相鉄本線 | 相鉄本線 | 相鉄本線 | 相鉄本線 | 相鉄本線 | 相鉄本線   | 相鉄本線 | 相鉄本線 | 相鉄本線 | 相鉄本線       | 相鉄本線 | 相鉄本線                   |  | 相鉄新横浜線 | 相鉄新横浜線 | 相鉄新横浜線 |  | 備考 |
| 駅番号 |        |            | SO 37      | SO 36      | SO 35          | SO 34          | SO 33          | SO 32          | SO 31          | SO 10          |                | SO 03          | SO 18    |                | SO 17          | SO 16      | SO 15      | SO 14    | SO 13    |          | SO 12    | SO 11      | SO 10    |            | SO 09    | SO 08    |          | SO 07    | SO 06    | SO 05    | SO 04    | SO 03    |            | SO 02    | SO 01    | SO 08    | SO 51          | SO 52    |                            |  |              |              |              |  | 備考 |
| 駅名 | 厚木駅 | 相模国分駅 | 湘南台駅   | ゆめが丘駅 | いずみ中央駅   | いずみ野駅     | 弥生台駅       | 緑園都市駅     | 南万騎が原駅   | 二俣川駅       | 保土ケ谷駅     | 西横浜駅       | 海老名駅 | 相模国分駅     | かしわ台駅     | さがみ野駅 | 相模大塚駅 | 大和駅   | 瀬谷駅   | 二ツ橋駅 | 三ツ境駅 | 希望ケ丘駅 | 二俣川駅 | 二俣下川駅 | 鶴ケ峰駅 | 西谷駅   | 新川島駅 | 上星川駅 | 和田町駅 | 星川駅   | 天王町駅 | 西横浜駅 | 古河電線駅 | 平沼橋駅 | 横浜駅   | 西谷駅   | 羽沢横浜国大駅 | 新横浜駅 |                            |  |              |              |              |  | 備考 |
| 1926年5月12日- | ●      | ●          | 未         | 未         | 未             | 未             | 未             | 未             | 未             | ●              | 未             | 未             | 未       | ●              | 未             | 未         | ●          | ●        | ●        | ●        | ●        | 未         | ●        | 未         | 未       | 未       | 未       | 未       | 未       | 未       | 未       | 未       | 未         | 未       | 未       | 未       | 未             | 未       | 各駅停車を設定。           |  |              |              |              |  |      |
| 1926年12月1日- | ●      | ●          | 未         | 未         | 未             | 未             | 未             | 未             | 未             | ●              | 未             | 未             | 未       | ●              | 未             | 未         | ●          | ●        | ●        | ●        | ●        | 未         | ●        | 未         | 未       | ●        | 未       | ●        | 未       | 未       | 未       | 未       | 未         | 未       | 未       | ●        | 未             | 未       |                            |  |              |              |              |  |      |
| 1927年5月31日- | ●      | ●          | 未         | 未         | 未             | 未             | 未             | 未             | 未             | ●              | 未             | 未             | 未       | ●              | 未             | 未         | ●          | ●        | ●        | ●        | ●        | 未         | ●        | 未         | 未       | ●        | 未       | ●        | 未       | ●        | 未       | 未       | 未         | 未       | 未       | ●        | 未             | 未       |                            |  |              |              |              |  |      |
| 1929年2月14日- | ●      | ●          | 未         | 未         | 未             | 未             | 未             | 未             | 未             | ●              | 未             | ●              | 未       | ●              | 未             | 未         | ●          | ●        | ●        | ●        | ●        | 未         | ●        | 未         | 未       | ●        | 未       | ●        | 未       | ●        | 未       | ●        | 未         | 未       | 未       | ●        | 未             | 未       |                            |  |              |              |              |  |      |
| 1930年9月10日- | ●      | ●          | 未         | 未         | 未             | 未             | 未             | 未             | 未             | ●              | 未             | ●              | 未       | ●              | 未             | 未         | ●          | ●        | ●        | ●        | ●        | 未         | ●        | 未         | 未       | ●        | ●        | ●        | ●        | ●        | ●        | ●        | 未         | 未       | 未       | ●        | 未             | 未       |                            |  |              |              |              |  |      |
| 1930年10月25日- | ●      | ●          | 未         | 未         | 未             | 未             | 未             | 未             | 未             | ●              | 未             | ●              | 未       | ●              | 未             | 未         | ●          | ●        | ●        | ●        | ●        | 未         | ●        | 未         | ●        | ●        | ●        | ●        | ●        | ●        | ●        | ●        | 未         | 未       | 未       | ●        | 未             | 未       |                            |  |              |              |              |  |      |
| 1931年10月25日- | ●      | ●          | 未         | 未         | 未             | 未             | 未             | 未             | 未             | ●              | 未             | ●              | 未       | ●              | 未             | 未         | ●          | ●        | ●        | ●        | ●        | 未         | ●        | 未         | ●        | ●        | ●        | ●        | ●        | ●        | ●        | ●        | 未         | ●        | 未       | ●        | 未             | 未       |                            |  |              |              |              |  |      |
| 1933年4月16日- | ●      | ●          | 未         | 未         | 未             | 未             | 未             | 未             | 未             | ●              | 未             | ●              | 未       | ●              | 未             | 未         | ●          | ●        | ●        | ●        | ●        | 未         | ●        | ●          | ●        | ●        | ●        | ●        | ●        | ●        | ●        | ●        | 未         | ●        | 未       | ●        | 未             | 未       |                            |  |              |              |              |  |      |
| 1933年12月27日- | ●      | ●          | 未         | 未         | 未             | 未             | 未             | 未             | 未             | ●              | 未             | ●              | 未       | ●              | 未             | 未         | ●          | ●        | ●        | ●        | ●        | 未         | ●        | ●          | ●        | ●        | ●        | ●        | ●        | ●        | ●        | ●        | 未         | ●        | ●        | ●        | 未             | 未       |                            |  |              |              |              |  |      |
| 1934年8月20日- | ●      | ●          | 未         | 未         | 未             | 未             | 未             | 未             | 未             | ●              | 未             | ●              | 未       | ●              | 未             | 未         | ●          | ●        | ●        | ●        | ●        | 未         | ●        | ●          | ●        | ●        | ●        | ●        | ●        | ●        | ●        | ●        | ●          | ●        | ●        | ●        | 未             | 未       |                            |  |              |              |              |  |      |
| 1941年11月25日- | ─      | ─          | 未         | 未         | 未             | 未             | 未             | 未             | 未             | ●              | 未             | ●              | ●        | ─              | 未             | 未         | ●          | ●        | ●        | ●        | ●        | 未         | ●        | ●          | ●        | ●        | ●        | ●        | ●        | ●        | ●        | ●        | ●          | ●        | ●        | ●        | 未             | 未       |                            |  |              |              |              |  |      |
| 1944年7月2日- | ─      | ─          | 未         | 未         | 未             | 未             | 未             | 未             | 未             | ●              | 未             | ●              | ●        | ─              | 未             | 未         | ●          | ●        | ●        | 休       | ●        | 未         | ●        | 休         | ●        | ●        | 休       | ●        | 休       | ●        | ●        | ●        | 休         | ●        | ●        | ●        | 未             | 未       |                            |  |              |              |              |  |      |
| 1945年5月29日- | ─      | ─          | 未         | 未         | 未             | 未             | 未             | 未             | 未             | ●              | 未             | ●              | ●        | ─              | 未             | 未         | ●          | ●        | ●        | 休       | ●        | 未         | ●        | 休         | ●        | ●        | 休       | ●        | 休       | ●        | 休       | ●        | 休         | ●        | ●        | ●        | 未             | 未       |                            |  |              |              |              |  |      |
| 1946年3月1日- | ─      | ─          | 未         | 未         | 未             | 未             | 未             | 未             | 未             | ●              | 未             | ●              | ●        | ─              | 未             | ●          | ●          | ●        | ●        | 休       | ●        | 未         | ●        | 休         | ●        | ●        | 休       | ●        | 休       | ●        | 休       | ●        | 休         | ●        | ●        | ●        | 未             | 未       |                            |  |              |              |              |  |      |
| 1948年5月26日- | ─      | ─          | 未         | 未         | 未             | 未             | 未             | 未             | 未             | ●              | 未             | ●              | ●        | ─              | 未             | ●          | ●          | ●        | ●        | 休       | ●        | ●          | ●        | 休         | ●        | ●        | 休       | ●        | 休       | ●        | 休       | ●        | 休         | ●        | ●        | ●        | 未             | 未       |                            |  |              |              |              |  |      |
| 1948年5月31日- | ─      | ─          | 未         | 未         | 未             | 未             | 未             | 未             | 未             | ●              | 未             | ●              | ●        | ─              | 未             | ●          | ●          | ●        | ●        | 休       | ●        | ●          | ●        | 休         | ●        | ●        | 休       | ●        | 休       | ●        | ●        | ●        | 休         | ●        | ●        | ●        | 未             | 未       |                            |  |              |              |              |  |      |
| 1948年7月22日- | ─      | ─          | 未         | 未         | 未             | 未             | 未             | 未             | 未             | ●              | ─              | ●              | ●        | ─              | 未             | ●          | ●          | ●        | ●        | 休       | ●        | ●          | ●        | 休         | ●        | ●        | 休       | ●        | 休       | ●        | ●        | ●        | 休         | ●        | ●        | ●        | 未             | 未       |                            |  |              |              |              |  |      |
| 1952年8月15日- | ─      | ─          | 未         | 未         | 未             | 未             | 未             | 未             | 未             | ●              | ─              | ●              | ●        | ─              | 未             | ●          | ●          | ●        | ●        | 休       | ●        | ●          | ●        | 休         | ●        | ●        | 休       | ●        | ●        | ●        | ●        | ●        | 休         | ●        | ●        | ●        | 未             | 未       |                            |  |              |              |              |  |      |
| 1957年1月頃- | ─      | ─          | 未         | 未         | 未             | 未             | 未             | 未             | 未             | ●              | ─              | ●              | ●        | ─              | 未             | ●          | ●          | ●        | ●        | 休       | ●        | ●          | ●        | 休         | ●        | ●        | 休       | ●        | ●        | ●        | ●        | ●        | 廃         | ●        | ●        | ●        | 未             | 未       |                            |  |              |              |              |  |      |
| 1957年2月20日- | ─      | ─          | 未         | 未         | 未             | 未             | 未             | 未             | 未             | ●              | ─              | ●              | ●        | ─              | 未             | ●          | ●          | ●        | ●        | 休       | ●        | ●          | ●        | 休         | ●        | ●        | 休       | ●        | ●        | ●        | ●        | ●        | 廃         | ●        | ●        | ●        | 未             | 未       | 準急を設定。               |  |              |              |              |  |      |
| 1960年8月1日- | ─      | ─          | 未         | 未         | 未             | 未             | 未             | 未             | 未             | ●              | ─              | ●              | ●        | ─              | 未             | ●          | ●          | ●        | ●        | 廃       | ●        | ●          | ●        | 廃         | ●        | ●        | 廃       | ●        | ●        | ●        | ●        | ●        | 廃         | ●        | ●        | ●        | 未             | 未       |                            |  |              |              |              |  |      |
| 1960年11月1日- | ─      | ─          | 未         | 未         | 未             | 未             | 未             | 未             | 未             | ○              | ─              | ●              | ●        | ─              | 未             | ●          | ●          | ●        | ●        | 廃       | ●        | ●          | ○        | 廃         | ●        | ●        | 廃       | ●        | ●        | ●        | ●        | ●        | 廃         | ●        | ●        | ●        | 未             | 未       |                            |  |              |              |              |  |      |
| 1964年4月15日- | ─      | ─          | 未         | 未         | 未             | 未             | 未             | 未             | 未             | ●              | ─              | ●              | ●        | ─              | 未             | ●          | ●          | ●        | ●        | 廃       | ●        | ●          | ●        | 廃         | ●        | ●        | 廃       | ●        | ●        | ●        | ●        | ●        | 廃         | ●        | ●        | ●        | 未             | 未       |                            |  |              |              |              |  |      |
| 1964年11月5日- | ─      | ─          | 未         | 未         | 未             | 未             | 未             | 未             | 未             | ●              | ─              | ●              | ●        | ─              | 未             | ●          | ●          | ●        | ●        | 廃       | ●        | ●          | ●        | 廃         | ●        | ●        | 廃       | ●        | ●        | ●        | ●        | ●        | 廃         | ●        | ●        | ●        | 未             | 未       | 準急を急行に改称。         |  |              |              |              |  |      |
| 1975年8月17日- | ─      | ─          | 未         | 未         | 未             | 未             | 未             | 未             | 未             | ●              | ─              | ●              | ●        | ─              | ●              | ●          | ●          | ●        | ●        | 廃       | ●        | ●          | ●        | 廃         | ●        | ●        | 廃       | ●        | ●        | ●        | ●        | ●        | 廃         | ●        | ●        | ●        | 未             | 未       |                            |  |              |              |              |  |      |
| 1976年4月8日- | ─      | ─          | 未         | 未         | 未             | ●              | ●              | ●              | ●              | ●              | ─              | ●              | ●        | ─              | ●              | ●          | ●          | ●        | ●        | 廃       | ●        | ●          | ●        | 廃         | ●        | ●        | 廃       | ●        | ●        | ●        | ●        | ●        | 廃         | ●        | ●        | ●        | 未             | 未       |                            |  |              |              |              |  |      |
| 1979年10月1日- | ─      | ─          | 未         | 未         | 未             | ●              | ●              | ●              | ●              | ●              | 廃             | ●              | ●        | ─              | ●              | ●          | ●          | ●        | ●        | 廃       | ●        | ●          | ●        | 廃         | ●        | ●        | 廃       | ●        | ●        | ●        | ●        | ●        | 廃         | ●        | ●        | ●        | 未             | 未       |                            |  |              |              |              |  |      |
| 1990年4月4日- | ─      | ─          | 未         | 未         | ●              | ●              | ●              | ●              | ●              | ●              | 廃             | ●              | ●        | ─              | ●              | ●          | ●          | ●        | ●        | 廃       | ●        | ●          | ●        | 廃         | ●        | ●        | 廃       | ●        | ●        | ●        | ●        | ●        | 廃         | ●        | ●        | ●        | 未             | 未       |                            |  |              |              |              |  |      |
| 1999年2月27日- | ─      | ─          | 未         | 未         | ●              | ●              | ●              | ●              | ●              | ●              | 廃             | ●              | ●        | ─              | ●              | ●          | ●          | ●        | ●        | 廃       | ●        | ●          | ●        | 廃         | ●        | ●        | 廃       | ●        | ●        | ●        | ●        | ●        | 廃         | ●        | ●        | ●        | 未             | 未       | 快速を設定。               |  |              |              |              |  |      |
| 1999年3月10日- | ─      | ─          | ●          | ●          | ●              | ●              | ●              | ●              | ●              | ●              | 廃             | ●              | ●        | ─              | ●              | ●          | ●          | ●        | ●        | 廃       | ●        | ●          | ●        | 廃         | ●        | ●        | 廃       | ●        | ●        | ●        | ●        | ●        | 廃         | ●        | ●        | ●        | 未             | 未       |                            |  |              |              |              |  |      |
| 2014年4月27日- | ─      | ─          | ●          | ●          | ●              | ●              | ●              | ●              | ●              | ●              | 廃             | ●              | ●        | ─              | ●              | ●          | ●          | ●        | ●        | 廃       | ●        | ●          | ●        | 廃         | ●        | ●        | 廃       | ●        | ●        | ●        | ●        | ●        | 廃         | ●        | ●        | ●        | 未             | 未       | 特急を設定。               |  |              |              |              |  |      |
| 2019年11月30日- | ─      | ─          | ●          | ●          | ●              | ●              | ●              | ●              | ●              | ●              | 廃             | ●              | ●        | ─              | ●              | ●          | ●          | ●        | ●        | 廃       | ●        | ●          | ●        | 廃         | ●        | ●        | 廃       | ●        | ●        | ●        | ●        | ●        | 廃         | ●        | ●        | ●        | ●              | 未       | 通勤特急・通勤急行を設定。 |  |              |              |              |  |      |
| 2023年3月18日- | ─      | ─          | ●          | ●          | ●              | ●              | ●              | ●              | ●              | ●              | 廃             | ●              | ●        | ─              | ●              | ●          | ●          | ●        | ●        | 廃       | ●        | ●          | ●        | 廃         | ●        | ●        | 廃       | ●        | ●        | ●        | ●        | ●        | 廃         | ●        | ●        | ●        | ●              | ●        |                            |  |              |              |              |  |      |
| 1. 2. 3. 4. 5. 6. 7. 8. |        |            |            |            |                |                |                |                |                |                |                |                |          |                |                |            |            |          |          |          |          |            |          |            |          |          |          |          |          |          |          |          |            |          |          |          |                |          |                            |  |              |              |              |  |      |

## 使用車両
相鉄・JR直通線系統の列車には12000系とJR東日本E233系7000番台が、相鉄・東急直通線系統の列車には20000系（東急東横線直通）・21000系（東急目黒線直通）と東急5050系4000番台・3020系・5080系・3000系が、それ以外の相鉄線（本線・いずみ野線）内完結列車には相鉄のすべての現有車両（一部列車は東急の車両）が運用される。

### 自社車両
- 21000系（8両編成）
- 20000系（10両編成）
- 12000系（10両編成）
- 11000系（10両編成）
- 10000系（8・10両編成）
- 9000系（10両編成）
- 8000系（10両編成）

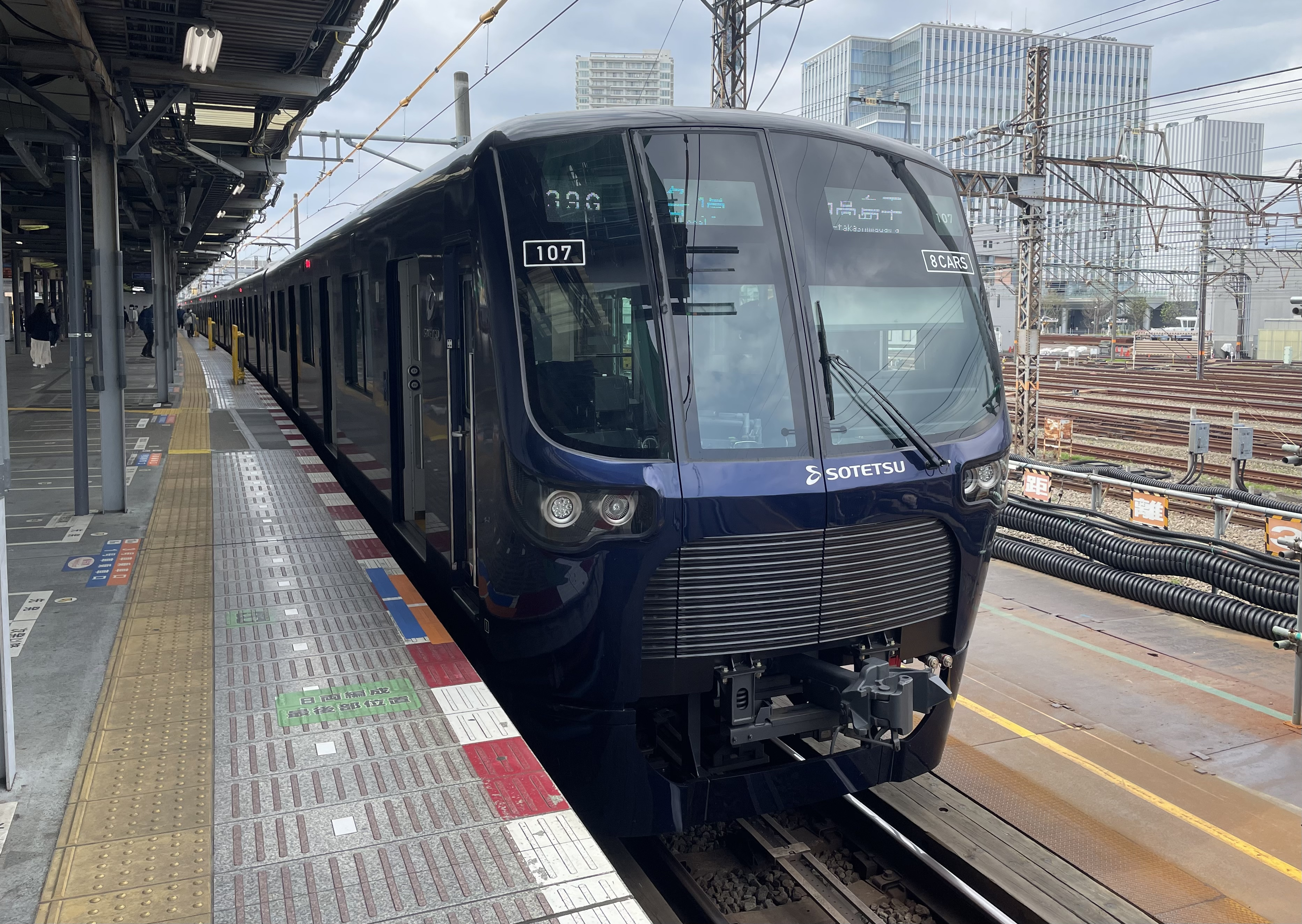
21000系
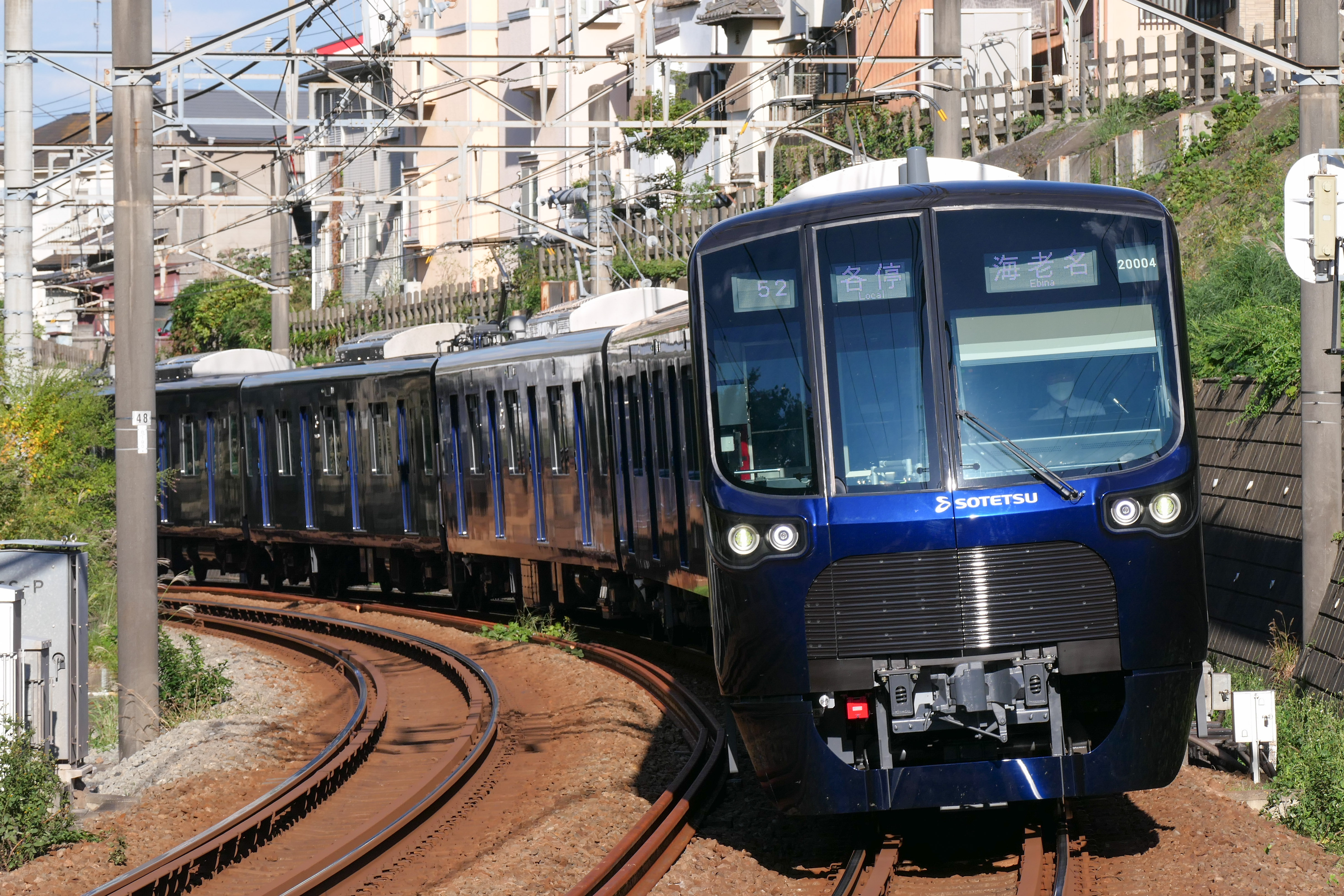
20000系
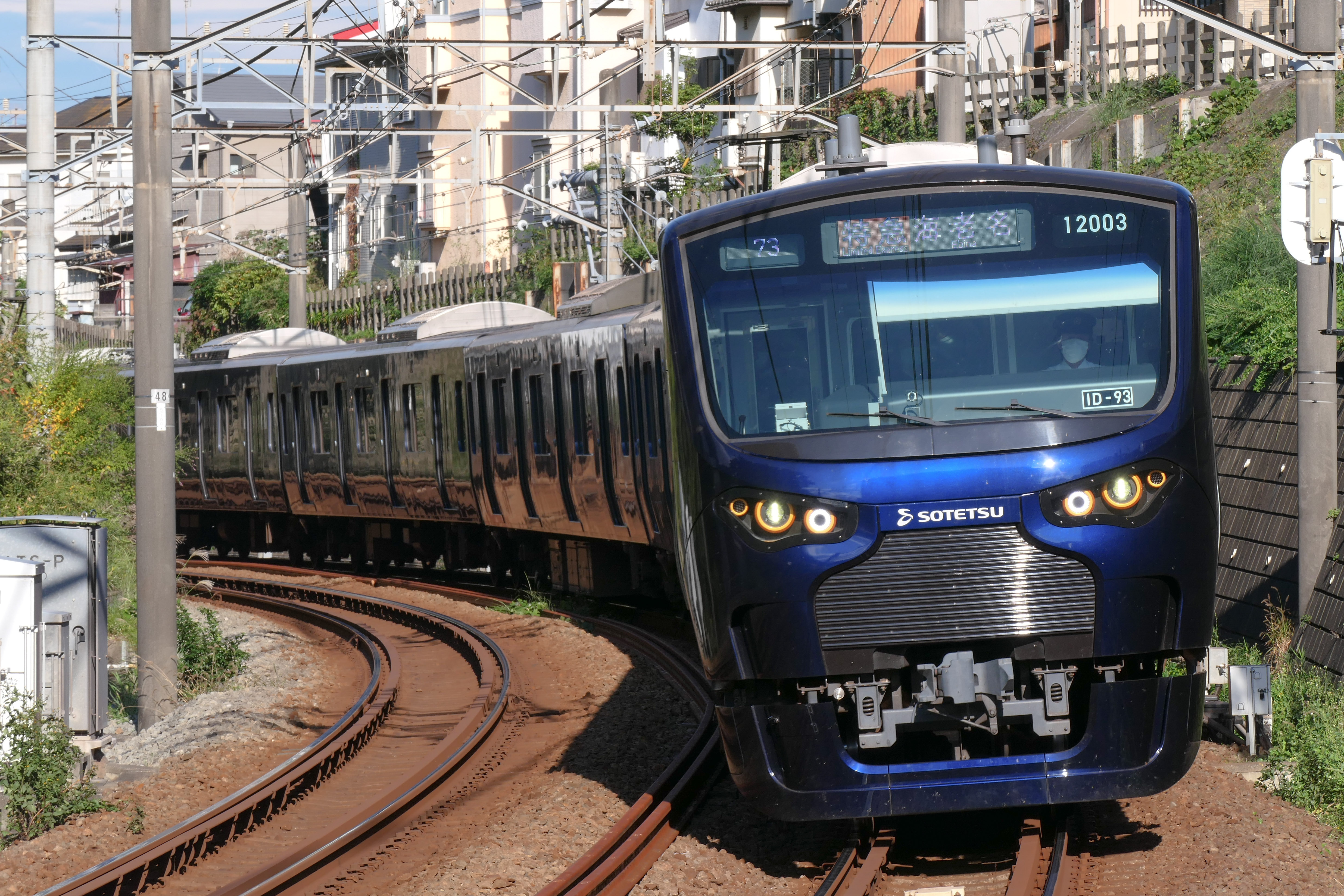
12000系
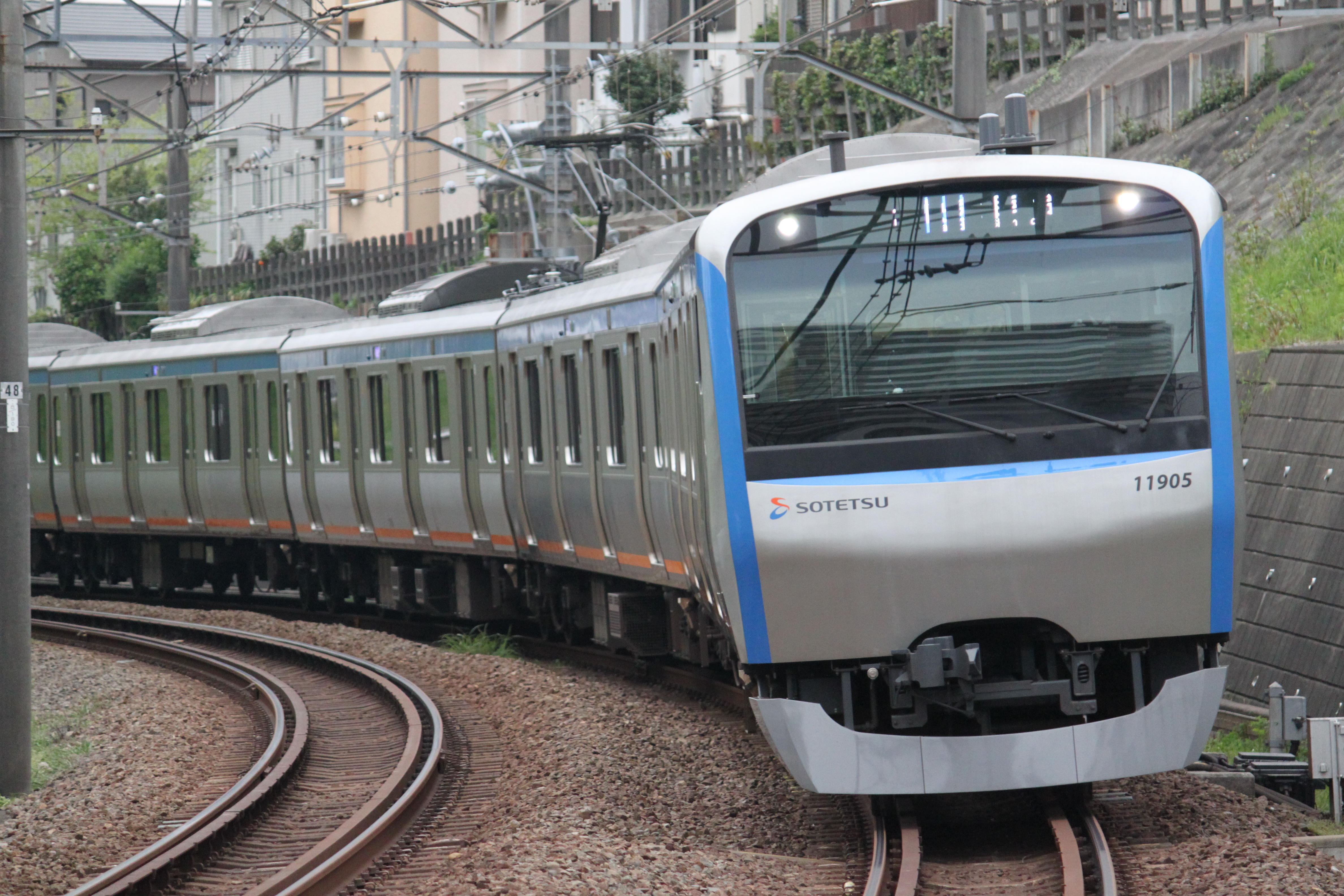
11000系
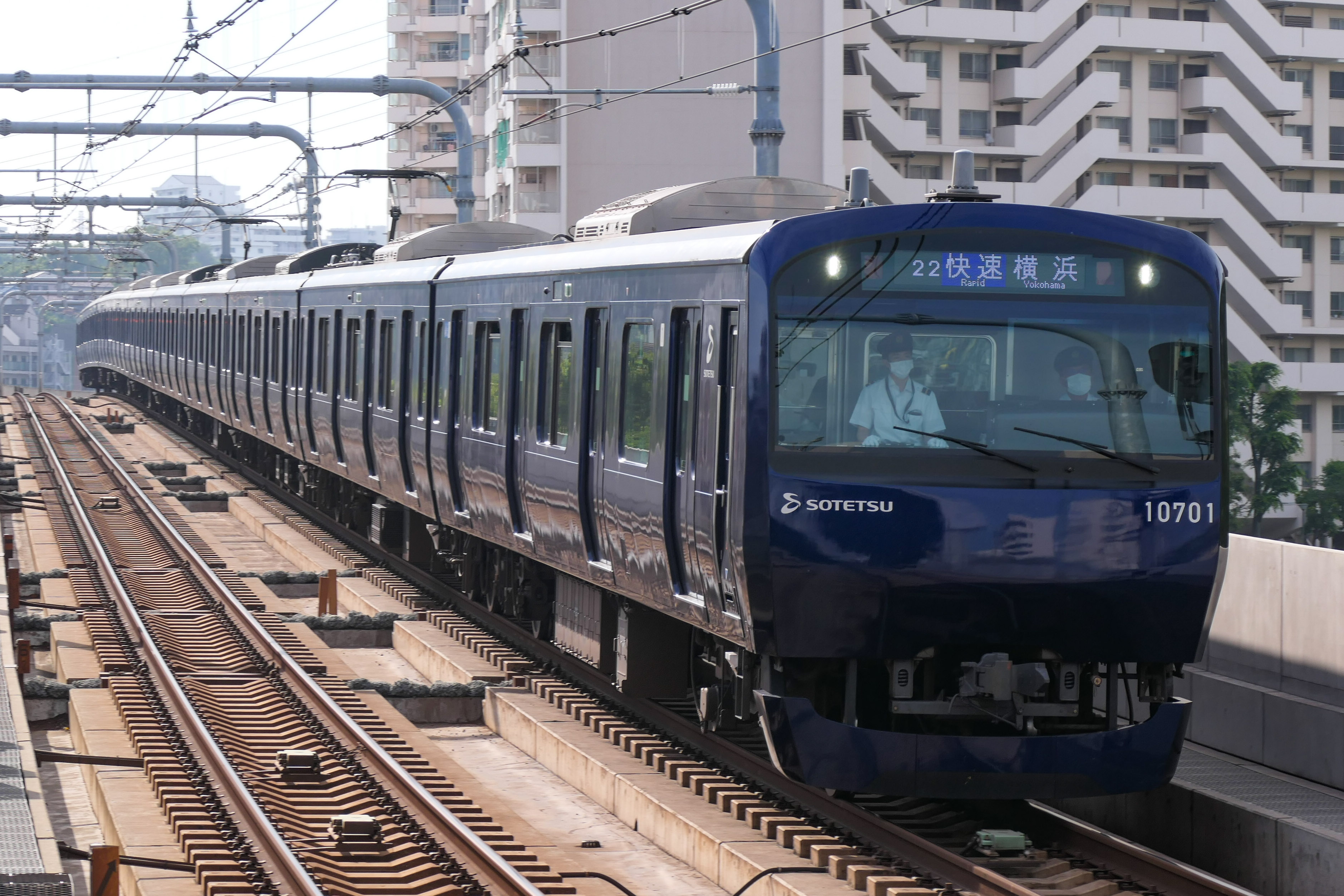
10000系（リニューアル車）
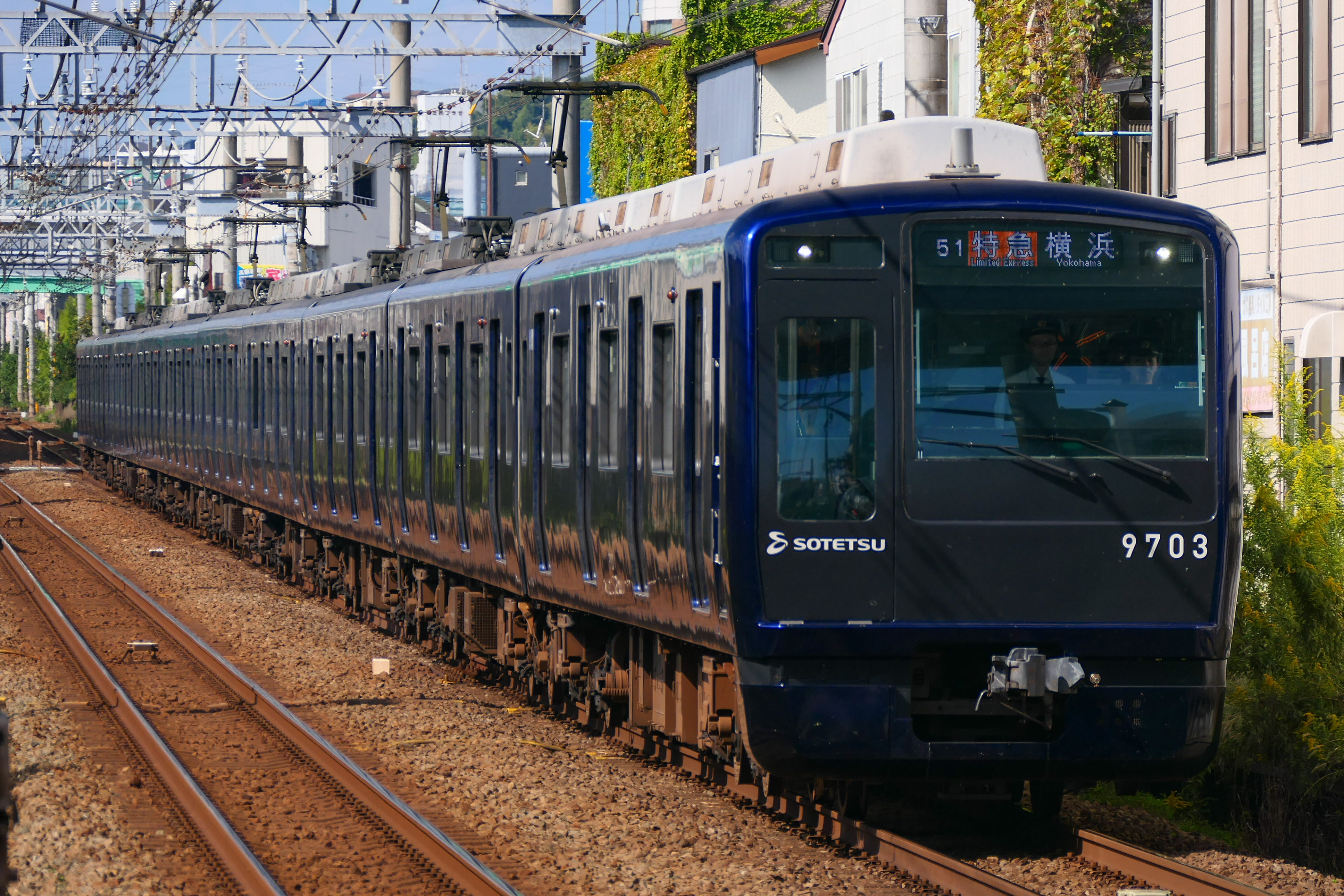
9000系（リニューアル車）
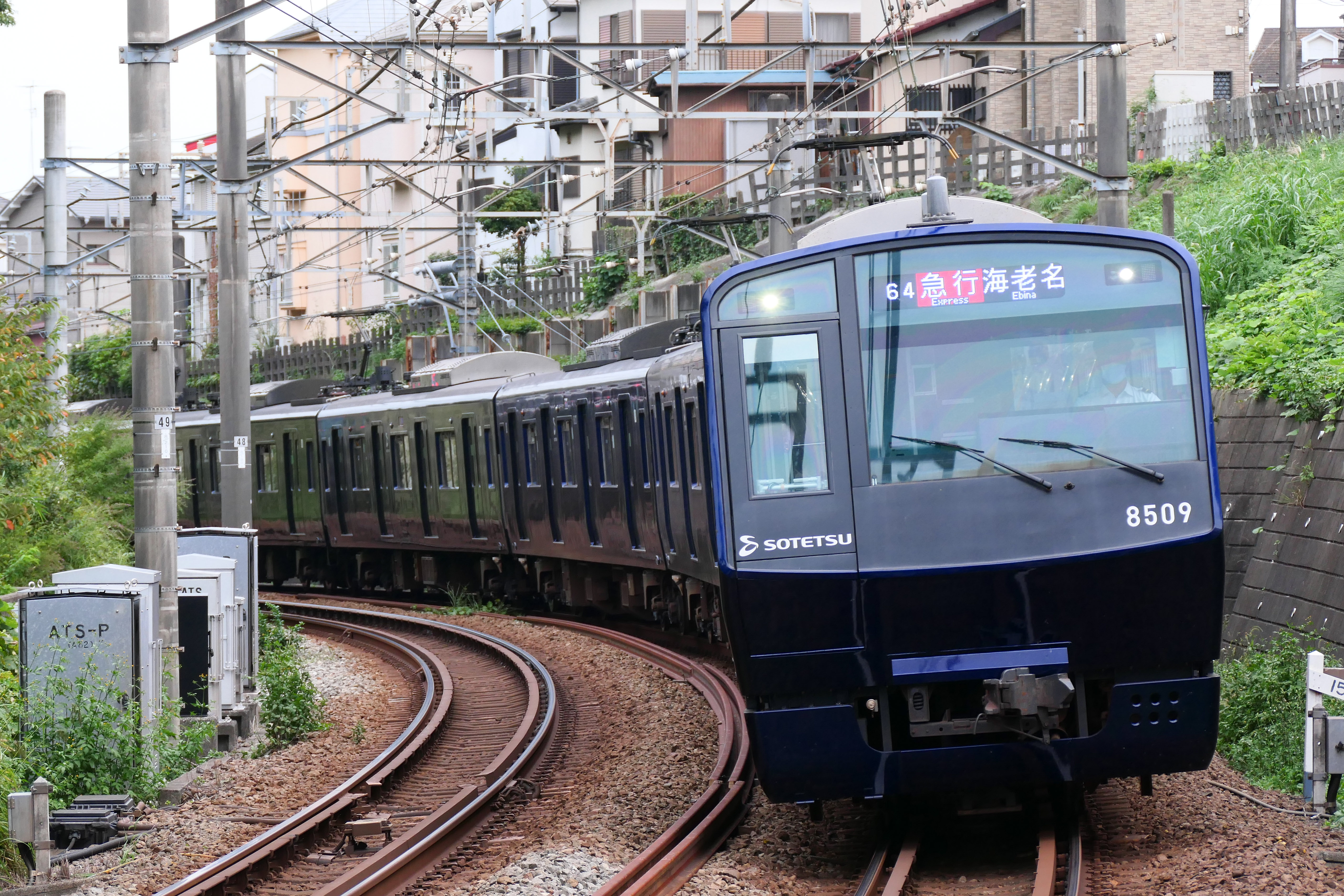
8000系（リニューアル車）

### 乗り入れ車両
JR東日本

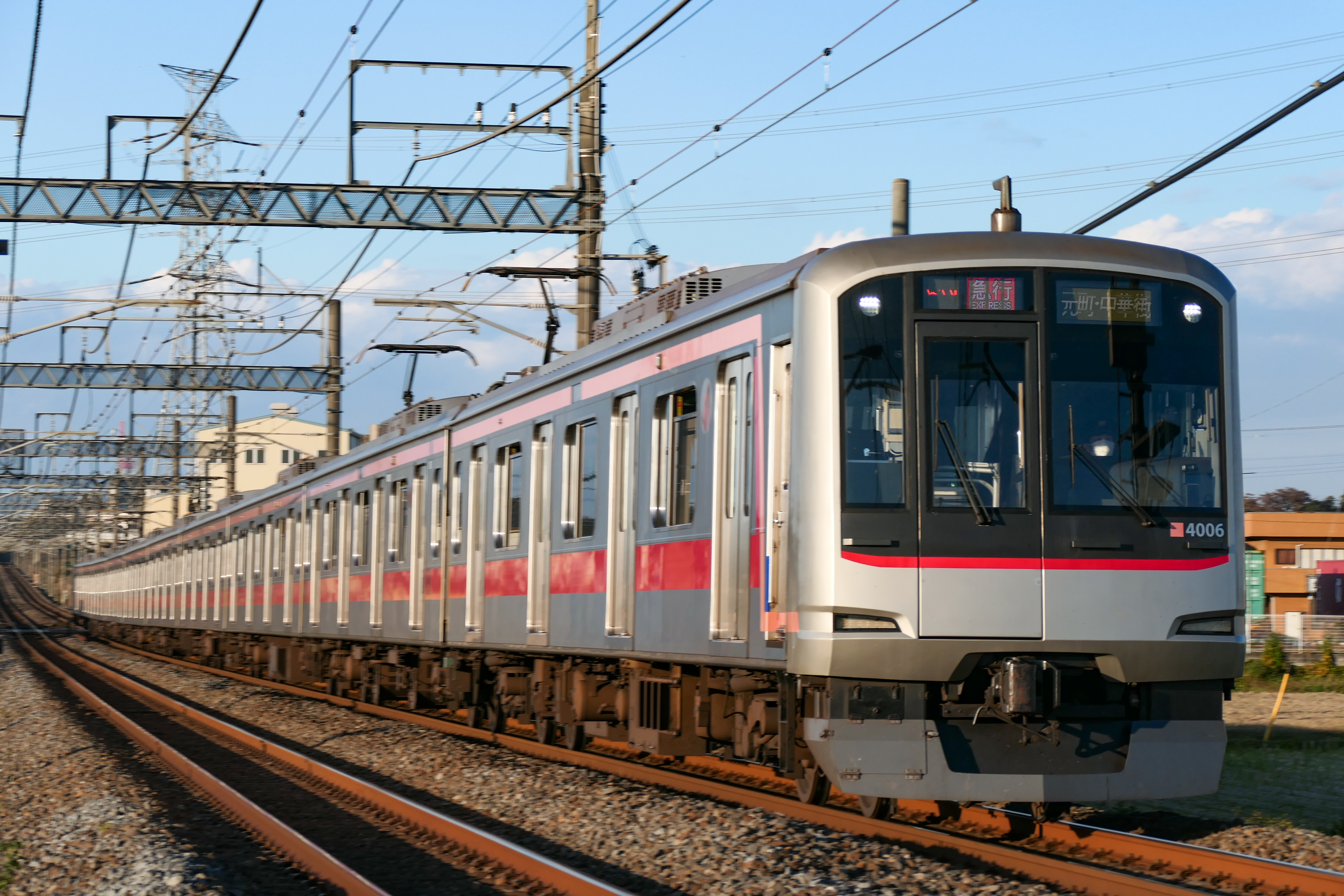
E233系7000番台（埼京線・10両編成）
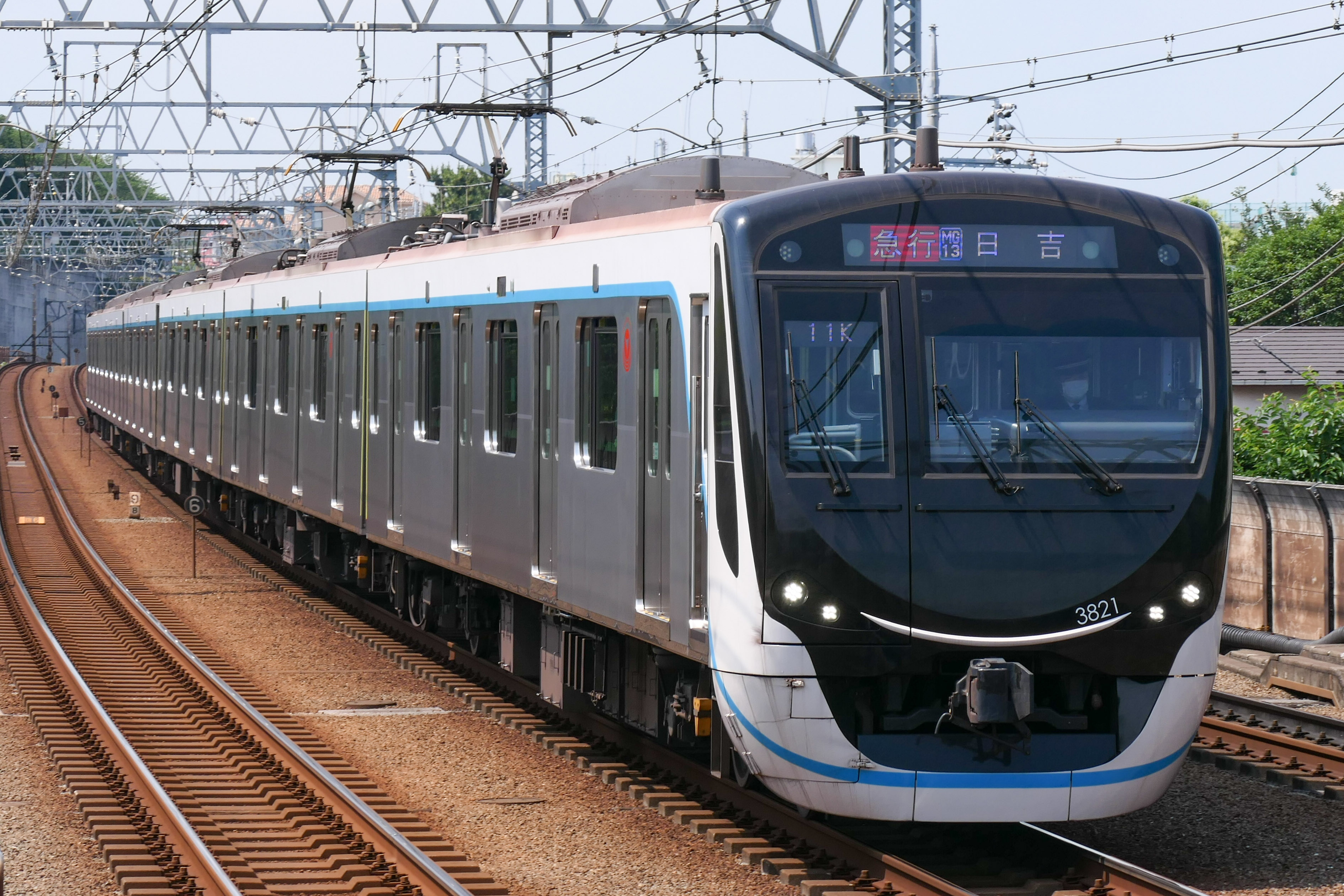
3020系
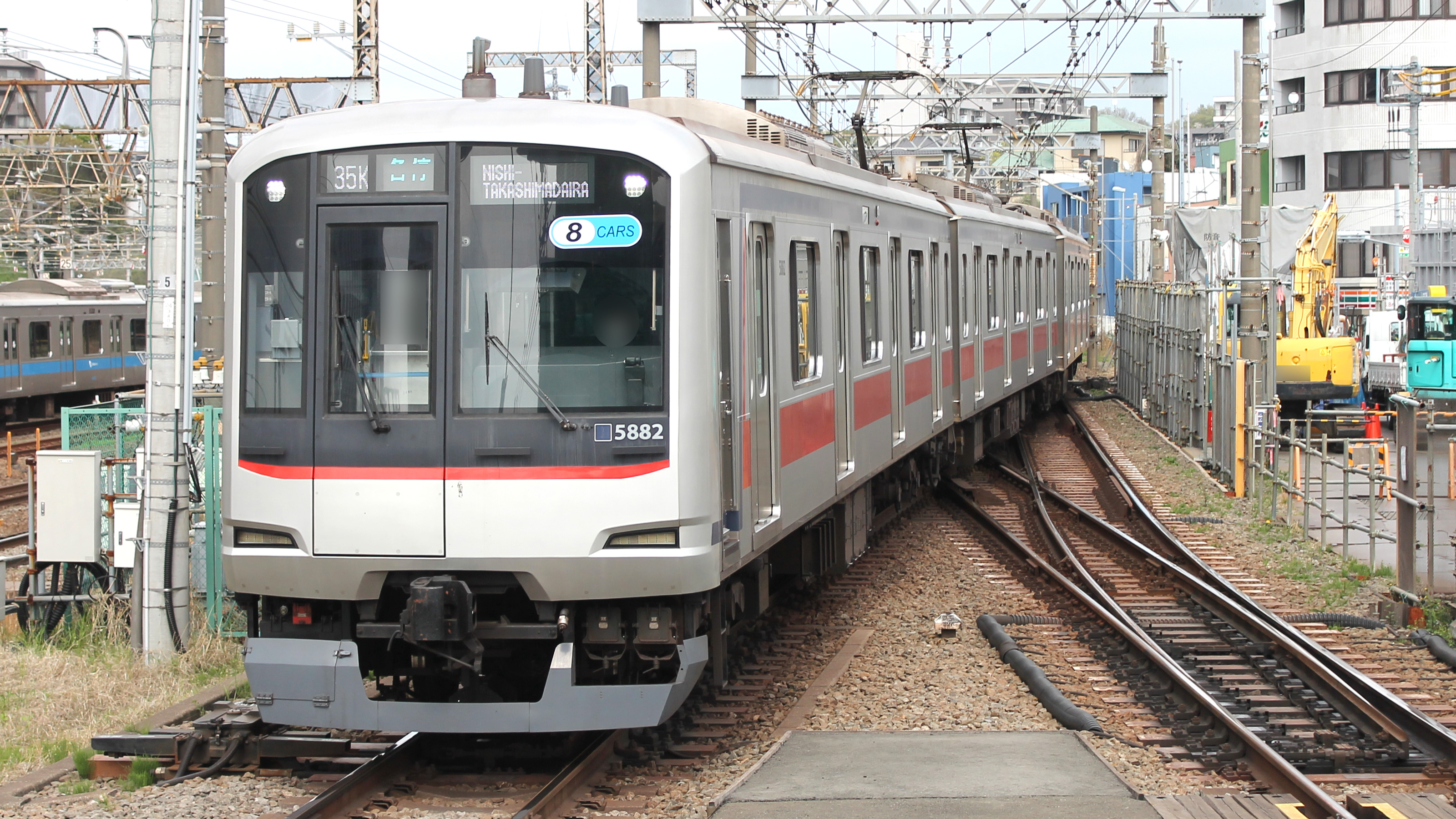
5080系
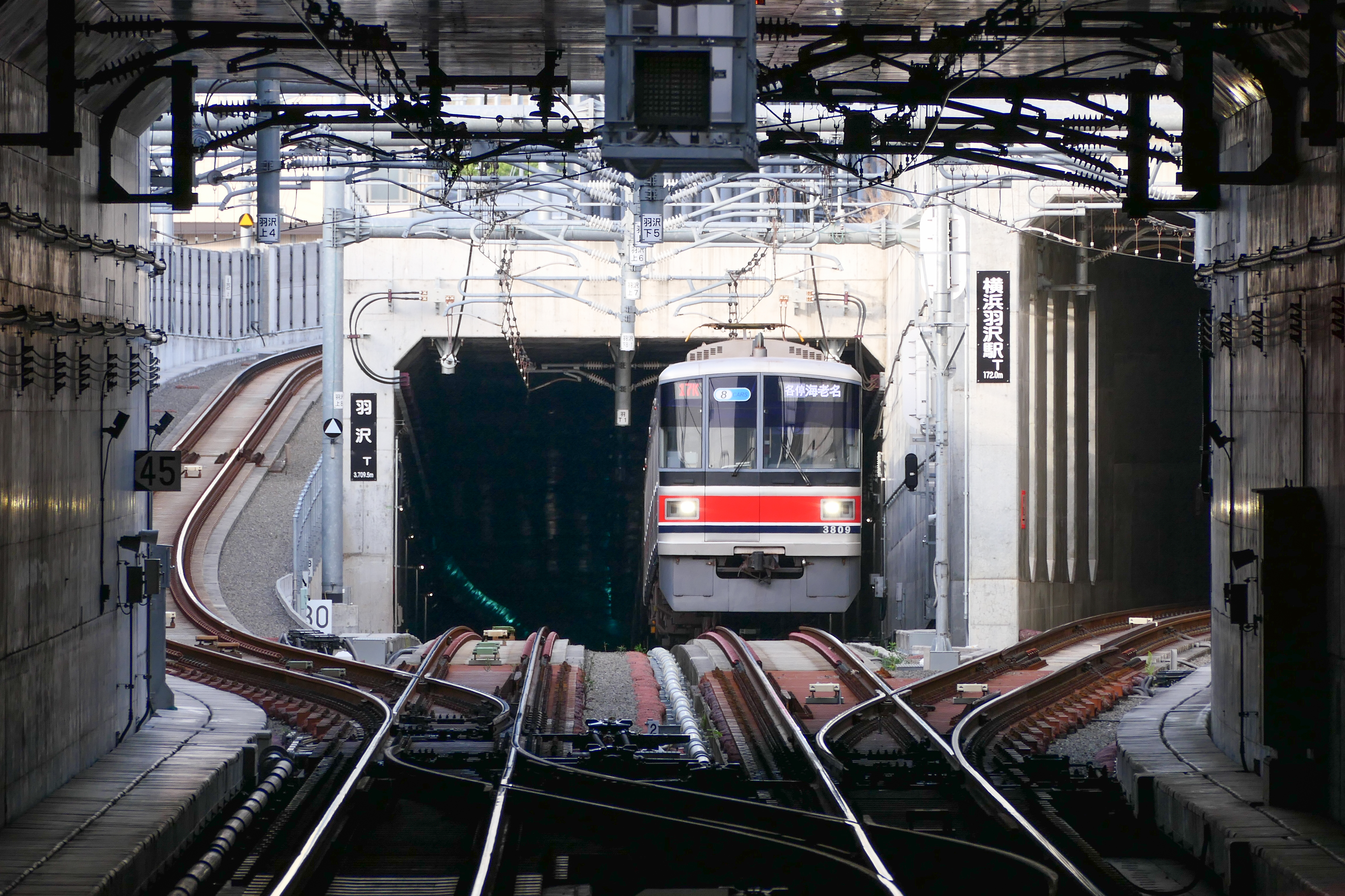
3000系

基本的には西谷駅 - 海老名駅間のJR線直通列車のみで運用されるが、輸送障害時には相鉄線横浜駅発着といずみ野線の列車にも使用される場合がある。

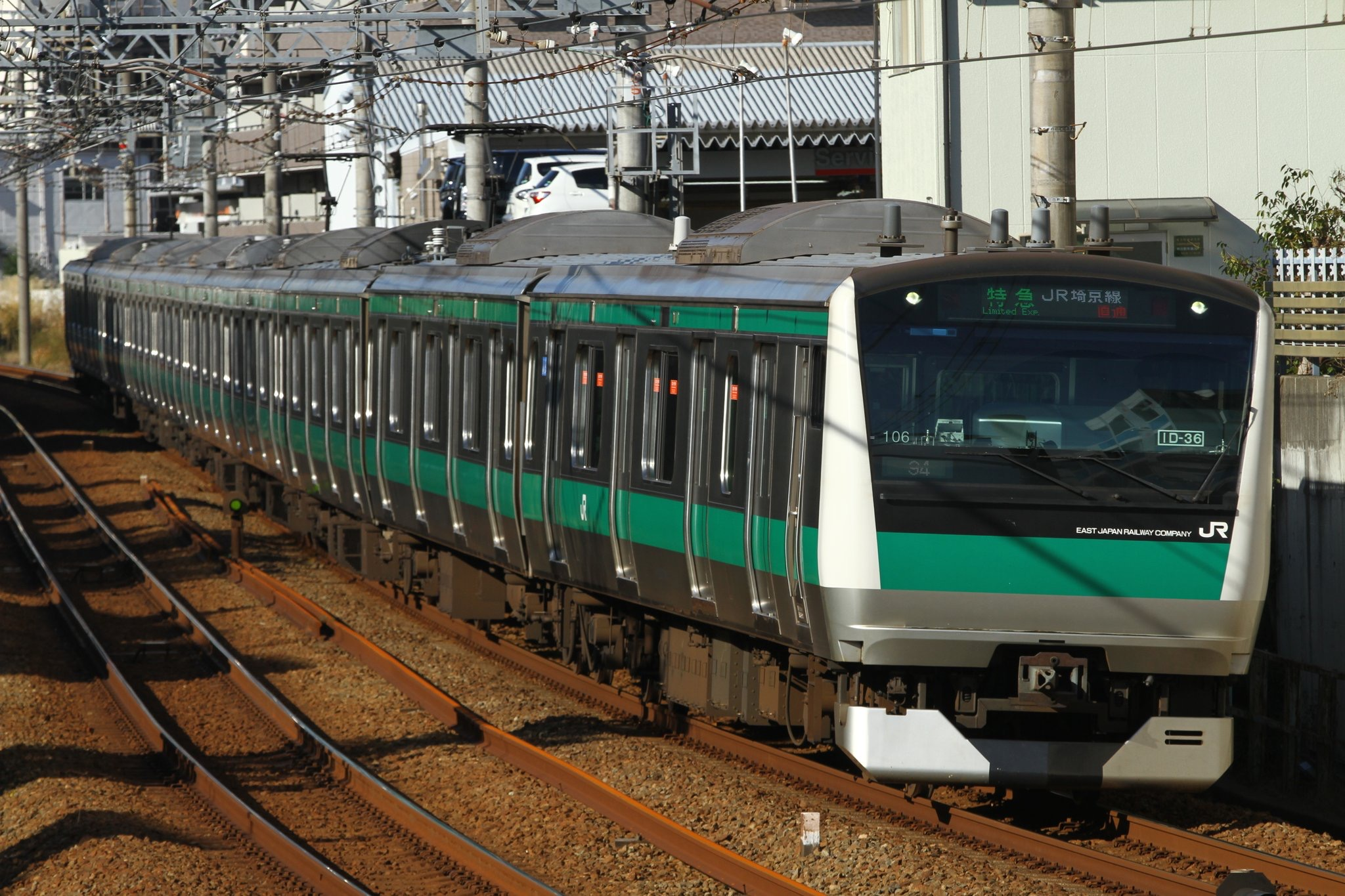
E233系7000番台

東急電鉄
- 5050系4000番台（東横線・10両編成）
- 3020系（目黒線・8両編成）
- 5080系（目黒線・8両編成）
- 3000系（目黒線・8両編成）

東急線への直通列車のほかに相鉄線横浜駅発着の定期列車も設定されており、平日は1往復、土休日は回送を含めて12往復運転される（他に西横浜駅・星川駅発着の回送列車がある）。
- 5050系4000番台
- 3020系
- 5080系
- 3000系

## 弱冷房車・女性専用車

### 弱冷房車
原則として海老名・湘南台寄りから数えて2両目（10両編成9号車、8両編成7号車）を弱冷房車としている。ただし、8両編成については東急目黒線からの乗り入れ車両（3020系・5080系・3000系）に限り4号車が弱冷房車となる。
相鉄線内での弱冷房車設定の変遷
2017年5月14日までは弱冷房車を各編成に2両設定し、10両編成の4号車と9号車、8両編成の4号車と7号車を弱冷房車としていたが、翌15日から4号車を一般冷房に変更し、10両編成の9号車、8両編成の7号車のみが弱冷房車とされた（後に直通運転を行う東急東横線と同じ位置となる）。
2023年3月18日の相鉄・東急直通線開業の際には弱冷房車の位置が異なる東急目黒線との直通運転が開始したが、JR埼京線が変更する形で統一された相鉄・JR直通線開業時とは異なり位置の統一は行われず、東急目黒線からの乗り入れ車両のみ4号車が弱冷房車とされた。

### 女性専用車
平日の朝ラッシュ時間帯の上り列車においていずみ野線からの直通を含め女性専用車を実施しているが、列車の行先によって設定号車及び時間帯が異なる。
対象列車
- 横浜駅行き列車：平日朝7時から9時までに横浜駅へ到着する上り列車の最後尾車両（10両編成10号車、8両編成8号車）。
- JR線直通列車：平日朝7時20分から9時30分までにJR埼京線大崎駅へ到着する（すなわち海老名駅を6時30分から8時18分までに発車する）上り列車の最後尾車両（10両編成10号車）。JR埼京線大崎駅で終了。
- 東急東横線直通列車：平日朝始発から9時30分までの上り全列車の先頭車両（10両編成1号車）。東京メトロ副都心線池袋駅までの実施で、実施区間の途中であっても9時30分を以て一斉終了。

東急目黒線直通列車や、平日日中以降および土休日ダイヤでは、女性専用車の設定は行われない。
相鉄線内での女性専用車設定の変遷
本路線の女性専用車は、いずみ野線とともに2005年5月9日に初めて導入された（平日のみ）。導入当初、夜間の設定は「横浜駅を22時以降に発車する全列車」となっていたが、同年12月5日からは18時開始に設定時間帯が拡大された。
同日以降2019年11月29日までは、以下の列車の横浜寄りから数えて4両目を女性専用車に設定していた。
- 平日朝ラッシュ時間帯の7時から9時30分までに横浜駅に到着する横浜行全列車
- 横浜駅を18時以降に発車する全列車（いずみ野線直通列車を含む）

2019年11月30日ダイヤ改正で相鉄・JR直通線が開業するのに合わせて設定車両の海老名寄り最後尾車両への変更と設定時間帯の縮小（夜間は設定廃止）が行われた。
2023年3月18日ダイヤ改正以降は相鉄・東急直通線開業に伴い東横線直通列車のみ東横線と同様に設定車両を先頭1号車、設定時間帯を始発 - 9時30分一斉終了とした一方で、目黒線直通列車においては設定しない形となった（JR線直通列車及び横浜駅行き列車は8両編成を含め従来のまま変更なし）。

## 利用状況
2023年度の朝ラッシュ時最混雑区間（鶴ケ峰 → 西谷）におけるピーク時の混雑率は114%である。
1991年度から2002年度まではラッシュ時に毎時30本を運転していたが、2003年度以降のダイヤ改正は輸送人員の減少に合わせてラッシュ時の本数を削減した。2019年に相鉄新横浜線が開業すると西谷 - 横浜間の輸送量が更に減少し、2023年度に最混雑区間が変更となった。
近年の輸送実績を下表に記す。表中、最高値を赤色で、最高値を記録した年度以降の最低値を青色で、最高値を記録した年度以前の最低値を緑色で表記している。
| 年度               | 最混雑区間（鶴ケ峰 → 西谷間）輸送実績 | 最混雑区間（鶴ケ峰 → 西谷間）輸送実績 | 最混雑区間（鶴ケ峰 → 西谷間）輸送実績 | 最混雑区間（鶴ケ峰 → 西谷間）輸送実績 | 特記事項                                                |
| 年度               | 運転本数：本                          | 輸送力：人                            | 輸送量：人                            | 混雑率：%                             | 特記事項                                                |
| ------------------ | ------------------------------------- | ------------------------------------- | ------------------------------------- | ------------------------------------- | ------------------------------------------------------- |
| 1965年（昭和40年） | 21                                    | 12,315                                | 26,019                                | 211                                   | 最混雑区間は西横浜→平沼橋間                             |
| 1970年（昭和45年） | 28                                    | 21,300                                | 38,652                                | 181                                   |                                                         |
| 1975年（昭和50年） | 28                                    | 26,600                                | 49,600                                | 186                                   |                                                         |
| 1980年（昭和55年） | 28                                    | 29,680                                | 52,715                                | 178                                   |                                                         |
| 1985年（昭和60年） | 28                                    | 34,160                                | 56,949                                | 167                                   |                                                         |
| 1986年（昭和61年） | 28                                    | 34,720                                | 57,076                                | 164                                   |                                                         |
| 1987年（昭和62年） | 28                                    | 35,840                                | 64,023                                | 179                                   |                                                         |
| 1988年（昭和63年） | 28                                    | 36,400                                | 65,175                                | 179                                   |                                                         |
| 1989年（平成元年） | 29                                    | 36,960                                | 65,196                                | 176                                   |                                                         |
| 1990年（平成02年） | 29                                    | 38,640                                | 66,331                                | 172                                   | 1990年4月4日、相鉄いずみ野線いずみ野 - いずみ中央間開業 |
| 1991年（平成03年） | 30                                    | 40,040                                | 67,083                                | 168                                   |                                                         |
| 1992年（平成04年） | 30                                    | 40,320                                | 66,829                                | 166                                   |                                                         |
| 1993年（平成05年） | 30                                    | 40,880                                | 65,470                                | 160                                   |                                                         |
| 1994年（平成06年） | 30                                    | 40,880                                | 65,086                                | 159                                   |                                                         |
| 1995年（平成07年） | 30                                    | 40,880                                | 64,597                                | 159                                   |                                                         |
| 1996年（平成08年） | 30                                    | 40,880                                | 62,629                                | 153                                   |                                                         |
| 1997年（平成09年） | 30                                    | 40,880                                | 62,536                                | 153                                   |                                                         |
| 1998年（平成10年） | 30                                    | 40,880                                | 61,845                                | 151                                   | 1999年3月10日、相鉄いずみ野線いずみ中央 - 湘南台間開業  |
| 1999年（平成11年） | 30                                    | 40,880                                | 60,069                                | 147                                   |                                                         |
| 2000年（平成12年） | 30                                    | 40,880                                | 58,110                                | 142                                   |                                                         |
| 2001年（平成13年） | 30                                    | 40,880                                | 57,349                                | 140                                   |                                                         |
| 2002年（平成14年） | 30                                    | 40,880                                | 56,094                                | 137                                   |                                                         |
| 2003年（平成15年） | 29                                    | 38,920                                | 54,556                                | 140                                   |                                                         |
| 2004年（平成16年） | 29                                    | 38,920                                | 50,250                                | 129                                   |                                                         |
| 2005年（平成17年） | 28                                    | 37,800                                | 53,673                                | 142                                   |                                                         |
| 2006年（平成18年） | 28                                    | 36,960                                | 53,246                                | 144                                   |                                                         |
| 2007年（平成19年） | 28                                    | 36,960                                | 53,772                                | 145                                   |                                                         |
| 2008年（平成20年） | 28                                    | 37,240                                | 54,448                                | 146                                   |                                                         |
| 2009年（平成21年） | 27                                    | 36,120                                | 50,762                                | 141                                   |                                                         |
| 2010年（平成22年） | 27                                    | 36,120                                | 49,993                                | 138                                   |                                                         |
| 2011年（平成23年） | 27                                    | 36,120                                | 49,466                                | 137                                   | 最混雑区間を平沼橋→横浜間に変更                         |
| 2012年（平成24年） | 27                                    | 36,120                                | 48,896                                | 135                                   |                                                         |
| 2013年（平成25年） | 27                                    | 36,120                                | 48,426                                | 134                                   |                                                         |
| 2014年（平成26年） | 25                                    | 33,320                                | 47,703                                | 143                                   |                                                         |
| 2015年（平成27年） | 24                                    | 33,040                                | 48,291                                | 146                                   | 最混雑区間を西横浜→平沼橋間に変更                       |
| 2016年（平成28年） | 24                                    | 33,040                                | 47,449                                | 144                                   |                                                         |
| 2017年（平成29年） | 26                                    | 35,560                                | 47,185                                | 133                                   | 最混雑区間を平沼橋→横浜間に変更                         |
| 2018年（平成30年） | 26                                    | 35,560                                | 48,055                                | 135                                   | 最混雑区間を西横浜→平沼橋間に変更                       |
| 2019年（令和元年） | 26                                    | 35,280                                | 49,022                                | 139                                   | 2019年11月30日、相鉄新横浜線西谷 - 羽沢横浜国大間開業   |
| 2020年（令和02年） | 25                                    | 34,440                                | 30,982                                | 90                                    | 最混雑区間を平沼橋→横浜間に変更                         |
| 2021年（令和03年） | 25                                    | 33,880                                | 32,142                                | 95                                    |                                                         |
| 2022年（令和04年） | 23                                    | 31,360                                | 33,766                                | 108                                   | 2023年3月18日、相鉄新横浜線羽沢横浜国大 - 新横浜間開業  |
| 2023年（令和05年） | 28                                    | 37,240                                | 42,406                                | 114                                   | 最混雑区間を鶴ケ峰→西谷間に変更                         |

## 駅一覧
- 駅番号は2014年2月下旬から順次導入[47]。
- 全駅神奈川県内に所在。
- 停車駅 … ●：停車、｜：通過、↑：通過（横浜行きのみ運転）
- 各駅停車は全ての駅に停車（表中省略）。
- 二俣川方面直通列車のいずみ野線内の停車駅は「いずみ野線」を参照。
- 西谷方面直通列車の相鉄新横浜線内の停車駅は「相鉄新横浜線」を参照。

| 駅番号       | 駅名                              | 駅間 キロ    | 累計 キロ    | 快速                       | 通勤急行                   | 特急（本線系統）           | 特急（ＪＲ線直通系統） | 特急（目黒線直通系統） | 特急（東横線直通系統） | 通勤特急（いずみ野線系統） | 接続路線・備考 | 地上／地下 | 所在地 | 所在地     |
| ------------ | --------------------------------- | ------------ | ------------ | -------------------------- | -------------------------- | -------------------------- | --- | --- | --- | --- | --- | --- | --- | ---------- |
| SO01         | 横浜駅 （相鉄ジョイナス前）       | -            | 0.0          | ●                          | ●                          | ●                          | 相鉄新横浜線へ直通 | 相鉄新横浜線へ直通 | 相鉄新横浜線へ直通 | 相鉄新横浜線へ直通 | 東日本旅客鉄道： 東海道線 (JT 05)・ 横須賀線 (JO 13)・ 湘南新宿ライン (JS 13)・ 京浜東北線 (JK 12)・ 根岸線 (JK 12)・ 横浜線 東急電鉄： 東横線 (TY21) 横浜高速鉄道： みなとみらい線 (MM01) 京浜急行電鉄： 本線 (KK37) 横浜市営地下鉄： ブルーライン (B20)                                                                                              | 地上 | 横浜市 | 西区       |
| SO02         | 平沼橋駅                          | 0.9          | 0.9          | ｜                         | ↑                          | ｜                         | 相鉄新横浜線へ直通 | 相鉄新横浜線へ直通 | 相鉄新横浜線へ直通 | 相鉄新横浜線へ直通 | | 地上 | 横浜市 | 西区       |
| SO03         | 西横浜駅                          | 0.9          | 1.8          | ｜                         | ↑                          | ｜                         | 相鉄新横浜線へ直通 | 相鉄新横浜線へ直通 | 相鉄新横浜線へ直通 | 相鉄新横浜線へ直通 | | 地上 | 横浜市 | 西区       |
| SO04         | 天王町駅 （横浜ビジネスパーク前） | 0.6          | 2.4          | ｜                         | ↑                          | ｜                         | 相鉄新横浜線へ直通 | 相鉄新横浜線へ直通 | 相鉄新横浜線へ直通 | 相鉄新横浜線へ直通 | | 地上 | 横浜市 | 保土ケ谷区 |
| SO05         | 星川駅 （FB古河電池 本社前）      | 0.9          | 3.3          | ●                          | ↑                          | ｜                         | 相鉄新横浜線へ直通 | 相鉄新横浜線へ直通 | 相鉄新横浜線へ直通 | 相鉄新横浜線へ直通 | | 地上 | 横浜市 | 保土ケ谷区 |
| SO06         | 和田町駅                          | 1.0          | 4.3          | ｜                         | ↑                          | ｜                         | 相鉄新横浜線へ直通 | 相鉄新横浜線へ直通 | 相鉄新横浜線へ直通 | 相鉄新横浜線へ直通 | | 地上 | 横浜市 | 保土ケ谷区 |
| SO07         | 上星川駅                          | 0.7          | 5.0          | ｜                         | ↑                          | ｜                         | 相鉄新横浜線へ直通 | 相鉄新横浜線へ直通 | 相鉄新横浜線へ直通 | 相鉄新横浜線へ直通 | | 地上 | 横浜市 | 保土ケ谷区 |
| 直通運転区間 | 直通運転区間                      | 直通運転区間 | 直通運転区間 | 直通運転区間               | 直通運転区間               | 直通運転区間               | 相鉄新横浜線経由で以下の路線・駅まで - 相鉄・JR直通線・ 埼京線経由 ■川越線川越駅まで 相鉄新横浜線・ 東急新横浜線経由で以下の路線・駅まで - 東急東横線・ 東京メトロ副都心線経由 東武東上線森林公園駅（土曜・休日の一部列車のみ小川町駅）まで - 東急目黒線・ 東京メトロ南北線経由 埼玉高速鉄道線浦和美園駅まで - 東急目黒線経由 都営三田線西高島平駅まで | 相鉄新横浜線経由で以下の路線・駅まで - 相鉄・JR直通線・ 埼京線経由 ■川越線川越駅まで 相鉄新横浜線・ 東急新横浜線経由で以下の路線・駅まで - 東急東横線・ 東京メトロ副都心線経由 東武東上線森林公園駅（土曜・休日の一部列車のみ小川町駅）まで - 東急目黒線・ 東京メトロ南北線経由 埼玉高速鉄道線浦和美園駅まで - 東急目黒線経由 都営三田線西高島平駅まで | 相鉄新横浜線経由で以下の路線・駅まで - 相鉄・JR直通線・ 埼京線経由 ■川越線川越駅まで 相鉄新横浜線・ 東急新横浜線経由で以下の路線・駅まで - 東急東横線・ 東京メトロ副都心線経由 東武東上線森林公園駅（土曜・休日の一部列車のみ小川町駅）まで - 東急目黒線・ 東京メトロ南北線経由 埼玉高速鉄道線浦和美園駅まで - 東急目黒線経由 都営三田線西高島平駅まで | 相鉄新横浜線経由で以下の路線・駅まで - 相鉄・JR直通線・ 埼京線経由 ■川越線川越駅まで 相鉄新横浜線・ 東急新横浜線経由で以下の路線・駅まで - 東急東横線・ 東京メトロ副都心線経由 東武東上線森林公園駅（土曜・休日の一部列車のみ小川町駅）まで - 東急目黒線・ 東京メトロ南北線経由 埼玉高速鉄道線浦和美園駅まで - 東急目黒線経由 都営三田線西高島平駅まで | 相鉄新横浜線経由で以下の路線・駅まで - 相鉄・JR直通線・ 埼京線経由 ■川越線川越駅まで 相鉄新横浜線・ 東急新横浜線経由で以下の路線・駅まで - 東急東横線・ 東京メトロ副都心線経由 東武東上線森林公園駅（土曜・休日の一部列車のみ小川町駅）まで - 東急目黒線・ 東京メトロ南北線経由 埼玉高速鉄道線浦和美園駅まで - 東急目黒線経由 都営三田線西高島平駅まで | 相鉄新横浜線経由で以下の路線・駅まで - 相鉄・JR直通線・ 埼京線経由 ■川越線川越駅まで 相鉄新横浜線・ 東急新横浜線経由で以下の路線・駅まで - 東急東横線・ 東京メトロ副都心線経由 東武東上線森林公園駅（土曜・休日の一部列車のみ小川町駅）まで - 東急目黒線・ 東京メトロ南北線経由 埼玉高速鉄道線浦和美園駅まで - 東急目黒線経由 都営三田線西高島平駅まで | 相鉄新横浜線経由で以下の路線・駅まで - 相鉄・JR直通線・ 埼京線経由 ■川越線川越駅まで 相鉄新横浜線・ 東急新横浜線経由で以下の路線・駅まで - 東急東横線・ 東京メトロ副都心線経由 東武東上線森林公園駅（土曜・休日の一部列車のみ小川町駅）まで - 東急目黒線・ 東京メトロ南北線経由 埼玉高速鉄道線浦和美園駅まで - 東急目黒線経由 都営三田線西高島平駅まで |            |
| SO08         | 西谷駅                            | 1.9          | 6.9          | ●                          | ●                          | ●                          | ● | ● | ● | ● | 相模鉄道： 相鉄新横浜線（羽沢横浜国大・新横浜方面から直通運転：上記参照） | 地上 | 横浜市 | 保土ケ谷区 |
| SO09         | 鶴ヶ峰駅                          | 1.6          | 8.5          | ●                          | ●                          | ｜                         | ｜ | ｜ | ｜ | ● | | 地上 | 横浜市 | 旭区       |
| SO10         | 二俣川駅 （ジョイナステラス前）   | 2.0          | 10.5         | ●                          | ●                          | ●                          | ● | ● | ● | ● | 相模鉄道： 相鉄いずみ野線（横浜方面から直通運転：下記参照） | 地上 | 横浜市 | 旭区       |
| 直通運転区間 | 直通運転区間                      | 直通運転区間 | 直通運転区間 | 相鉄いずみ野線湘南台駅まで | 相鉄いずみ野線湘南台駅まで | 相鉄いずみ野線湘南台駅まで | 相鉄いずみ野線湘南台駅まで | 相鉄いずみ野線湘南台駅まで | 相鉄いずみ野線湘南台駅まで | 相鉄いずみ野線湘南台駅まで | 相鉄いずみ野線湘南台駅まで | 相鉄いずみ野線湘南台駅まで | 相鉄いずみ野線湘南台駅まで |            |
| SO11         | 希望ヶ丘駅                        | 1.7          | 12.2         | ●                          | ●                          | ｜                         | ｜ | ｜ | ｜ | いずみ野線から直通 | | 地上 | 横浜市 | 旭区       |
| SO12         | 三ツ境駅                          | 1.4          | 13.6         | ●                          | ●                          | ｜                         | ｜ | ｜ | ｜ | いずみ野線から直通 | | 地上 | 横浜市 | 瀬谷区     |
| SO13         | 瀬谷駅                            | 1.9          | 15.5         | ●                          | ●                          | ｜                         | ｜ | ｜ | ｜ | いずみ野線から直通 | | 地上 | 横浜市 | 瀬谷区     |
| SO14         | 大和駅                            | 1.9          | 17.4         | ●                          | ●                          | ●                          | ● | ● | ● | いずみ野線から直通 | 小田急電鉄： 江ノ島線 (OE05) | 地下 | 大和市 | 大和市     |
| SO15         | 相模大塚駅                        | 1.9          | 19.3         | ●                          | ●                          | ｜                         | ｜ | ｜ | ｜ | いずみ野線から直通 | | 地上 | 大和市 | 大和市     |
| SO16         | さがみ野駅                        | 1.2          | 20.5         | ●                          | ●                          | ｜                         | ｜ | ｜ | ｜ | いずみ野線から直通 | | 地上 | 海老名市 | 海老名市   |
| SO17         | かしわ台駅                        | 1.3          | 21.8         | ●                          | ●                          | ｜                         | ｜ | ｜ | ｜ | いずみ野線から直通 | 車両基地所在駅 | 地上 | 海老名市 | 海老名市   |
| -            | 相模国分信号所                    | 2.0          | 23.8         | ｜                         | ↑                          | ｜                         | ｜ | ｜ | ｜ | いずみ野線から直通 | 相模鉄道：厚木線（単線の貨物線、JR相模線厚木駅の南で接続） | 地上 | 海老名市 | 海老名市   |
| SO18         | 海老名駅                          | 0.8          | 24.6         | ●                          | ●                          | ●                          | ● | ● | ● | いずみ野線から直通 | 東日本旅客鉄道：■相模線 小田急電鉄： 小田原線 (OH32) | 地上 | 海老名市 | 海老名市   |

- さがみ野駅 - かしわ台駅間で座間市を通過する。
- 廃止駅：古河電線駅（1957年廃止）、新川島駅、二俣下川駅、二ツ橋駅（3駅とも1960年廃止）

緩急接続可能な駅
星川駅・西谷駅・二俣川駅・瀬谷駅・かしわ台駅

## 今後の計画

### 他社路線への直通計画

#### JR東日本・東急
相鉄線の海老名駅・湘南台駅方面より東日本旅客鉄道（JR東日本）、東京急行電鉄（東急）の路線をそれぞれ介した2つのルートで東京都心方面へ直通する計画があり、その連絡線として相鉄本線西谷駅から、JR東海道貨物線横浜羽沢駅付近に新設される羽沢横浜国大駅に至る相鉄・JR直通線、羽沢横浜国大駅から新横浜駅を経由して東急東横線・目黒線日吉駅に至る相鉄・東急直通線が、神奈川東部方面線として一体的に整備が行われている。相鉄・JR直通線と相鉄・東急直通線のうち羽沢横浜国大駅 - 新横浜駅間は「相鉄新横浜線」、相鉄・東急直通線の新横浜駅 - 日吉駅間は「東急新横浜線」の路線名称がつけられた。
相鉄・JR直通線（相鉄新横浜線の西谷駅 - 羽沢横浜国大駅間）は2019年11月30日に開業し、JR線との直通列車が西谷駅からこの直通線に入り、羽沢横浜国大駅よりJR東海道貨物線・横須賀線の線路を経由して、武蔵小杉駅を経て湘南新宿ラインのルートで新宿駅方面へ運行されている。
相鉄・東急直通線（相鉄新横浜線の羽沢横浜国大駅 - 新横浜駅間および東急新横浜線）は2023年3月18日に開業し、相鉄・JR直通線および相鉄・東急直通線を経由して日吉駅から東急東横線および東京メトロ副都心線・東武東上線森林公園駅（平日のみ）・小川町駅（土休日のみ）方面と、東急目黒線および東京メトロ南北線・埼玉高速鉄道線浦和美園駅・都営地下鉄三田線西高島平駅方面に直通する系統の列車が運行されている。

#### 相模線
かつて、厚木線を介してJR相模線に乗り入れる計画があった。相鉄は元来は現在の相模線を運営しており、第二次世界大戦中の1944年に国（国鉄）に買収されてしまったが、国鉄末期には買い戻すことも検討したとされる。なお、両線は厚木駅構内で線路がつながっており、1998年までは貨物列車の連絡が行われていた。現在もJR線上を甲種輸送されてきた相鉄向けの新型車両の引渡しが行われる。

### ホームドア設置計画
2017年（平成29年）11月2日に2022年（平成34年〈令和4年〉）度までに相鉄線全駅へのホームドア設置を発表した。2020年（令和2年）度の設備投資企画にはホームドアを3駅設置すると発表した。2021年（令和3年）度の設備投資計画ではホームドアを7駅設置すると発表した。2022年（令和4年）度の設備投資計画ではホームドアを7駅設置すると発表した。2022年10月頃にはホームドアがない駅では設置工事前に仮設転落防止柵を設置し転落防止の対策を取っている。これは2023年3月から直通運転する東急線の対応によるものである。2023年（令和5年）度の設備投資計画ではホームドアを8駅設置すると発表した。2024年（令和6年）度の設備投資計画ではホームドアを2駅設置すると発表した。
- 2015年（平成27年）度・2016年（平成28年）度・2017年（平成29年）度 - 横浜駅[12]（3番線には2016年3月[12]。2番線には同年12月[58]。1番線には2017年2月[59]）に設置。
- 2019年（平成31年・令和元年）度 - 相鉄新横浜線（JR・東急直通線）：羽沢横浜国大駅[53]（開業時から）に設置。
- 2020年（令和2年）度 - 二俣川駅[60]、大和駅[61]に設置。
- 2021年（令和3年）度 - 相鉄本線・新横浜線（JR・東急直通線）：西谷駅[62]、希望ヶ丘駅[63]、鶴ヶ峰駅[64]、かしわ台駅[65]、相模大塚駅[66]、さがみ野駅[67]、瀬谷駅（2・3番線）[68]に設置。
- 2022年（令和4年）度 - 瀬谷駅（1・4番線）[69]、三ツ境駅[70]、相鉄新横浜線：新横浜駅[注釈 12]（開業時から）に設置。
- 2023年（令和5年）度 - 星川駅[71]、天王町駅[72]、西横浜駅[73]、平沼橋駅[74]に設置。
- 2024年（令和6年）度 - 和田町駅[75]、上星川駅[76]に設置。

海老名駅は駅改良工事に合わせて2026年（令和8年）度上期に設置予定である。

### 海老名駅改良工事
2018年頃から駅の改良工事が行われており、改札と駅舎を現在のホーム南端だけでなく北端にも設置し、北口として駅前広場も整備することとなった。また相鉄ホームの上部を覆う形で2階部分に連絡通路と南北に改札（2か所）も設置し、さらに南側の相鉄駅舎も現在の2階建てから3階建てに全面改築して商業施設などを入居させる計画となっている。当初は2020年3月から2022年度に完成予定されていたが延期され、2026年（令和8年）度末の完成予定である。

### 鶴ヶ峰駅付近連続立体交差事業
当駅を挟んだ西谷駅 - 二俣川駅間にて、連続立体交差事業が進められている。事業主体は横浜市、事業名は「相模鉄道本線（鶴ヶ峰駅付近）連続立体交差事業」。
この事業により計10か所の「開かずの踏切」が除却されるとともに、当駅は相対式ホーム2面2線の地下駅となる予定である。
2022年（令和5年）6月21日に着手し、2033年（令和15年）度の完成予定である。

### GREEN×EXPO 2027万博輸送関連
会場最寄駅の瀬谷駅と隣接の三ツ境駅より、2027年国際園芸博覧会（GREEN×EXPO 2027。万博）のシャトルバスを会場に向けて発着させる予定であるが、鉄道側、すなわち相鉄では、同万博への鉄道における輸送対応については、2025年2月時点でも明らかにしていない。

## 撮影・作品の舞台

### 「早春スケッチブック」の舞台として
1983年に放映されたフジテレビ制作（山田太一脚本）の連続ドラマ『早春スケッチブック』の舞台として、希望ヶ丘駅周辺一帯や近接するいずみ野線南万騎が原駅付近を中心にロケが行われ、他に瀬谷駅周辺や横浜駅周辺、電車内でもロケが行われた。ちなみに、相模鉄道はこのドラマの制作に協力しており、オープニングでは旧6000系（クハ6517編成）が希望ヶ丘駅ホームに入線して来るシーンや、本編中に当時まだ宅地開発途上であった希望ヶ丘駅周辺の沿線風景、登場人物が電車に乗車しているシーンが登場している。